# Osowa Góra (Bydgoszcz)

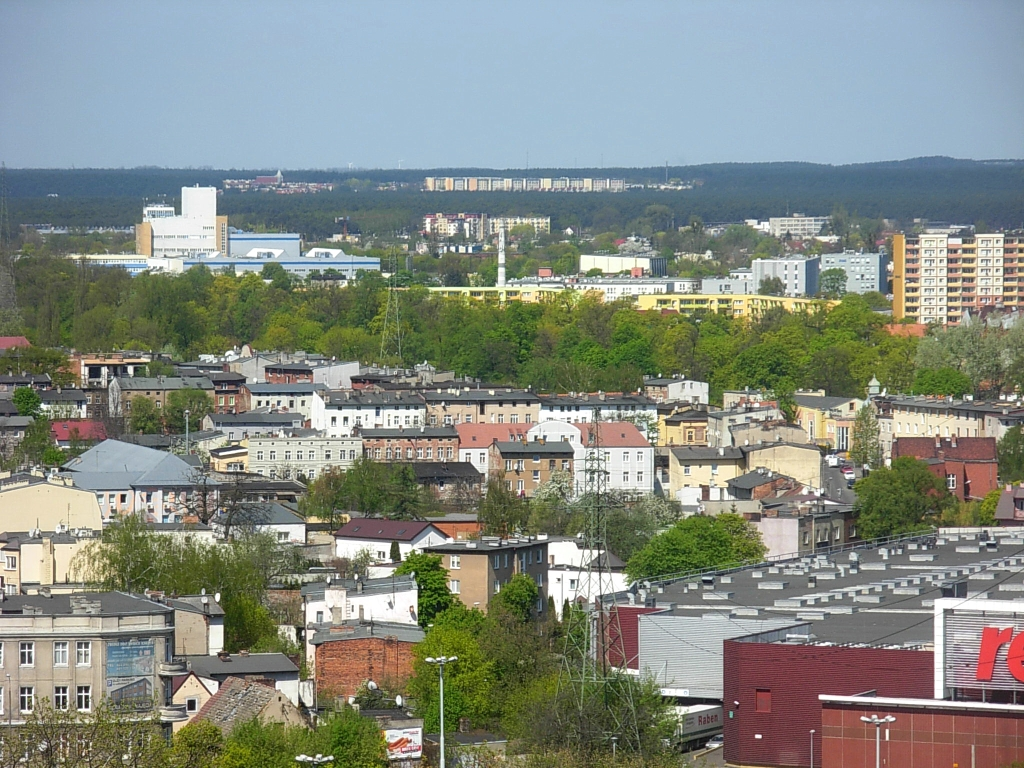
Widok osiedla w oddali z wieży ciśnień na os. Szwederowo

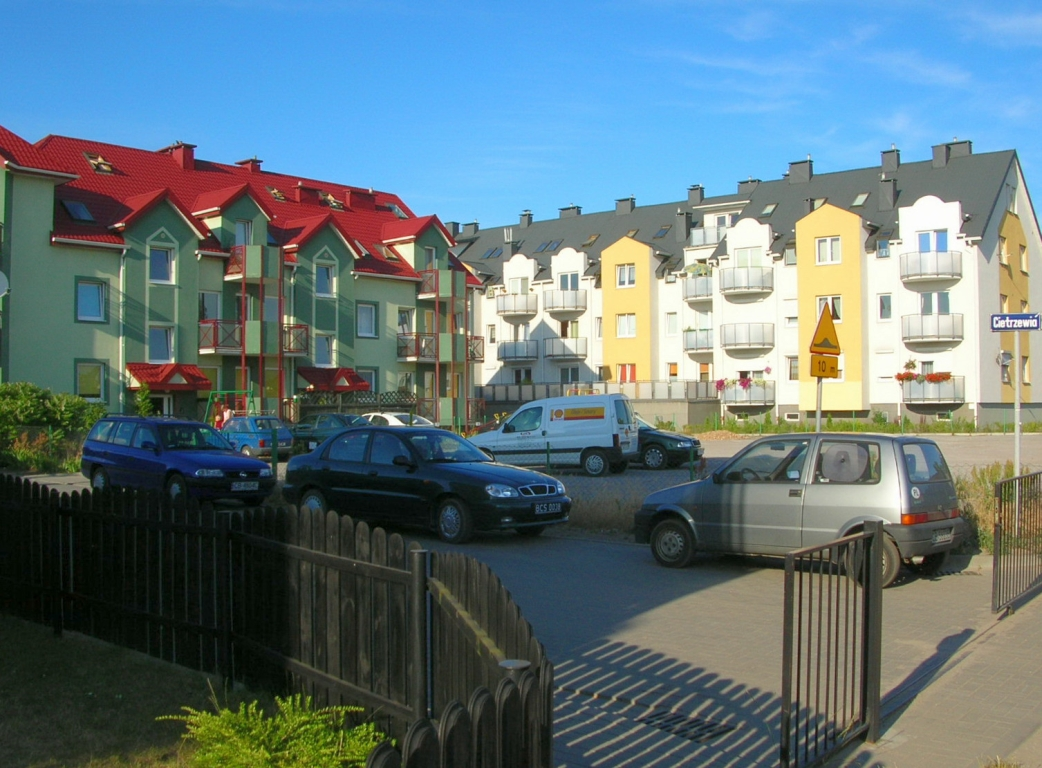
Osiedle mieszkaniowe na dolnym tarasie osiedla

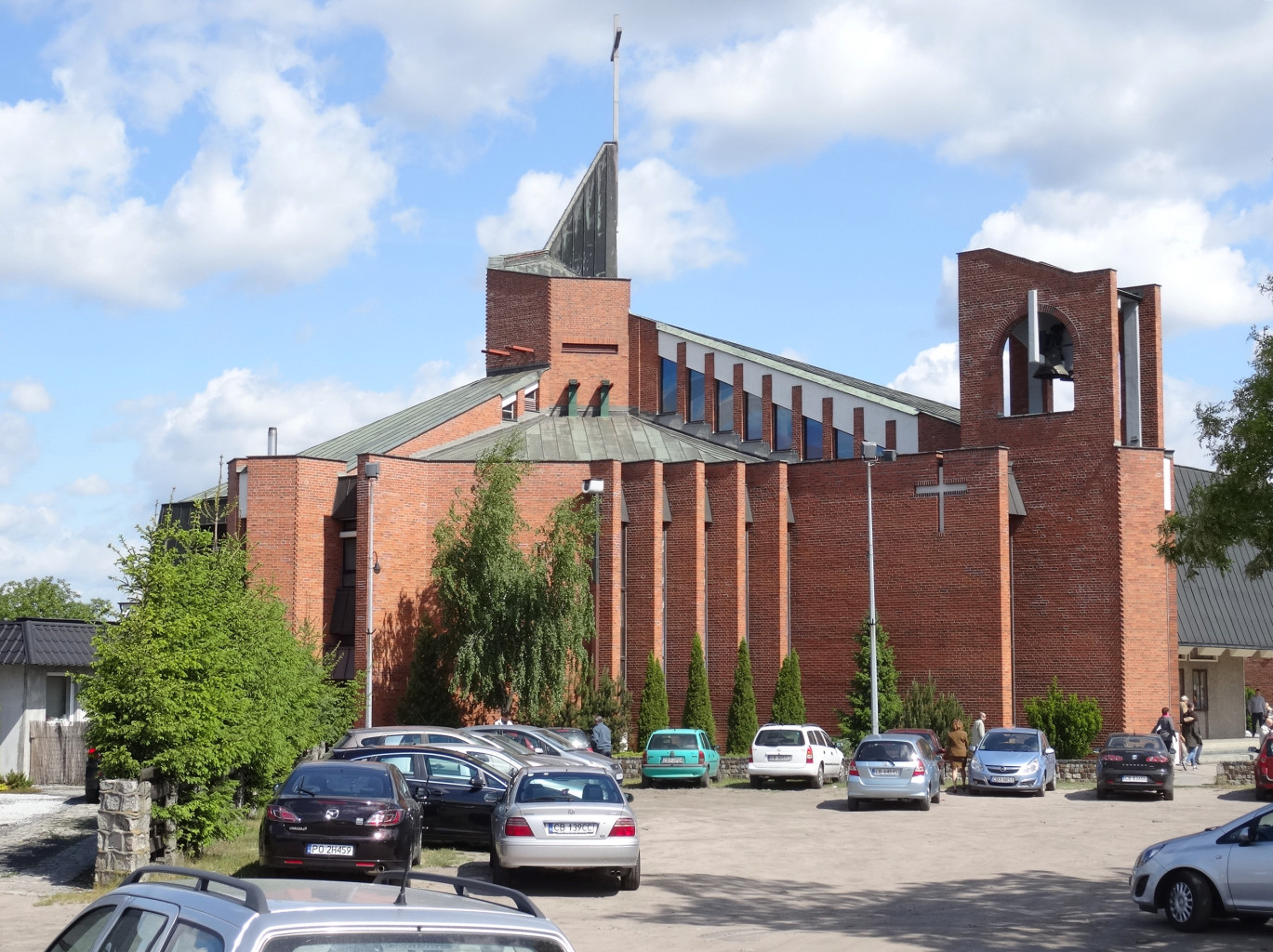
Kościół św. Maksymiliana Kolbe (zdjęcie z 2015 r.)

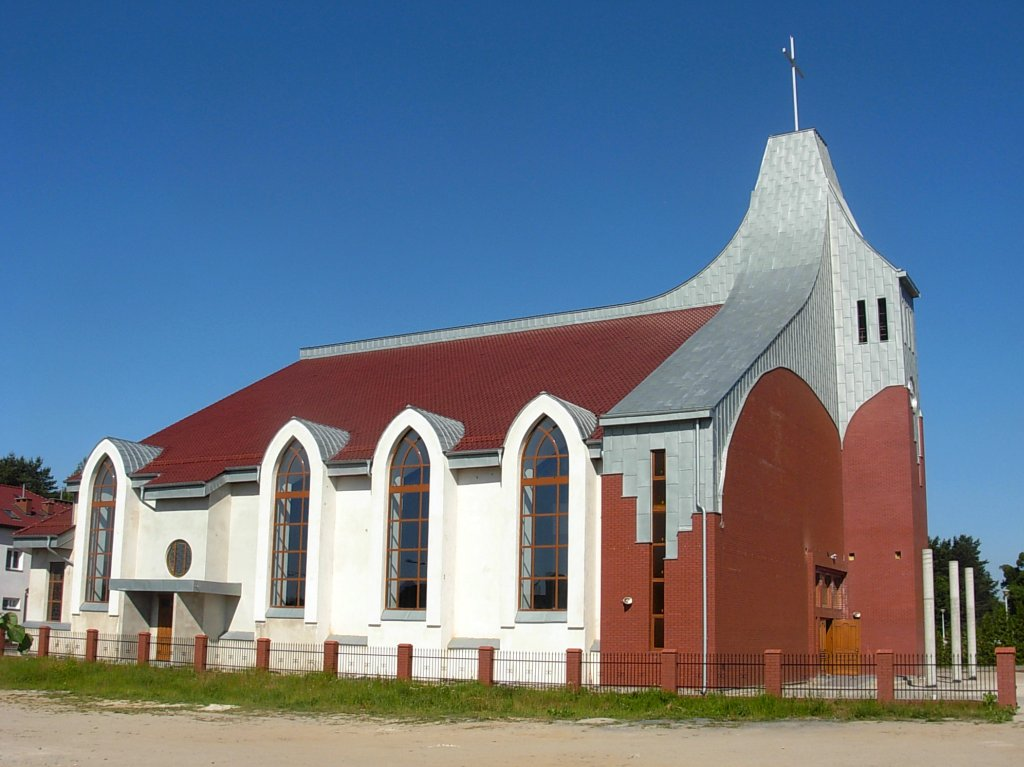
Kościół Wniebowstąpienia Pańskiego (zdjęcie z 2015 r.)

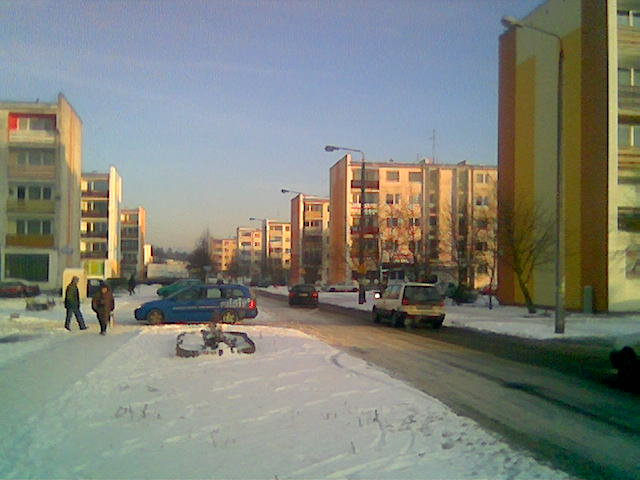
Osiedle bloków przy ul. Wielorybiej na Górnym tarasie wybudowane w latach 80. XX w. w czasie zimy

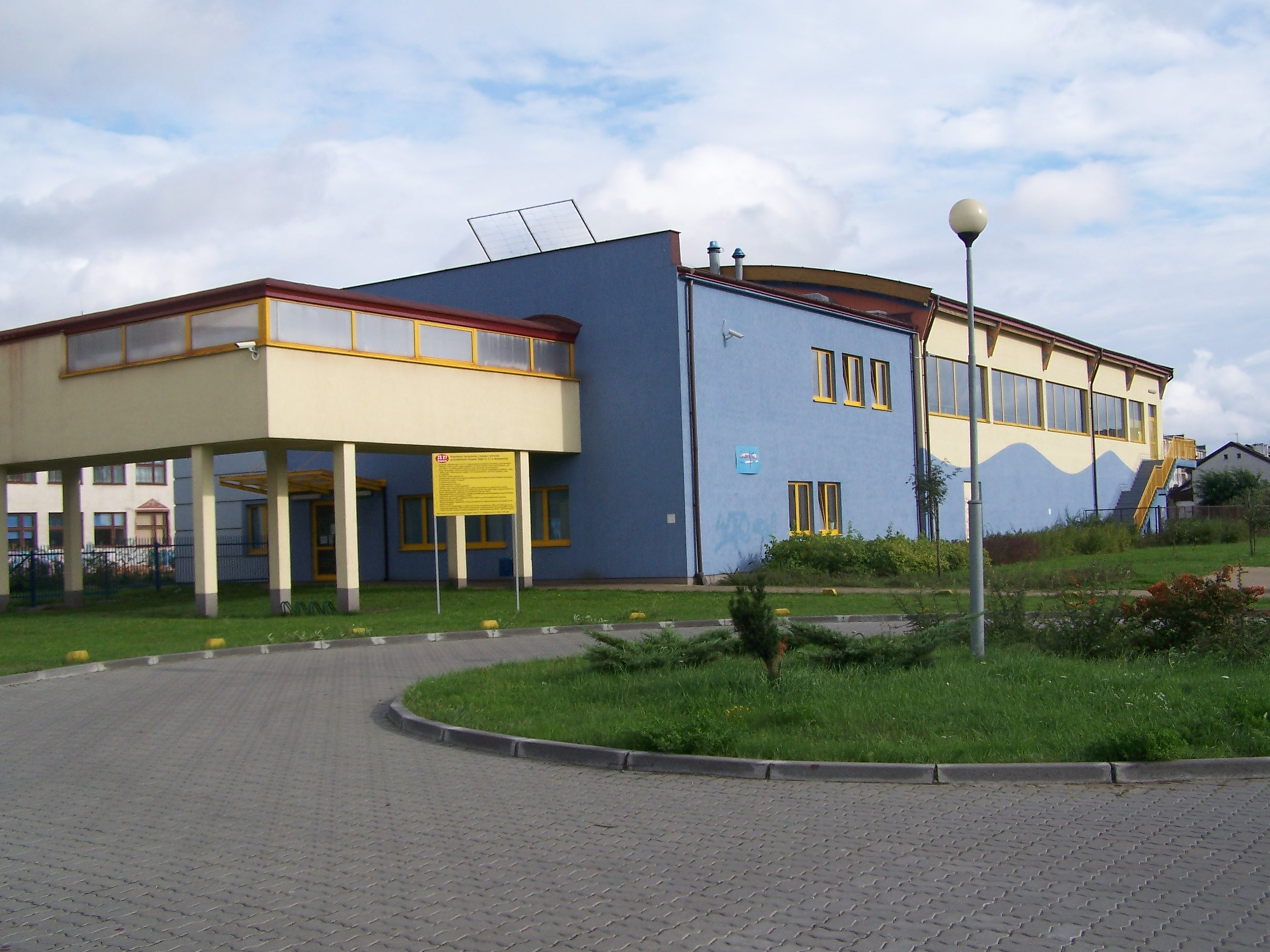
Wejście na basen „Sardynka” przy SP 64

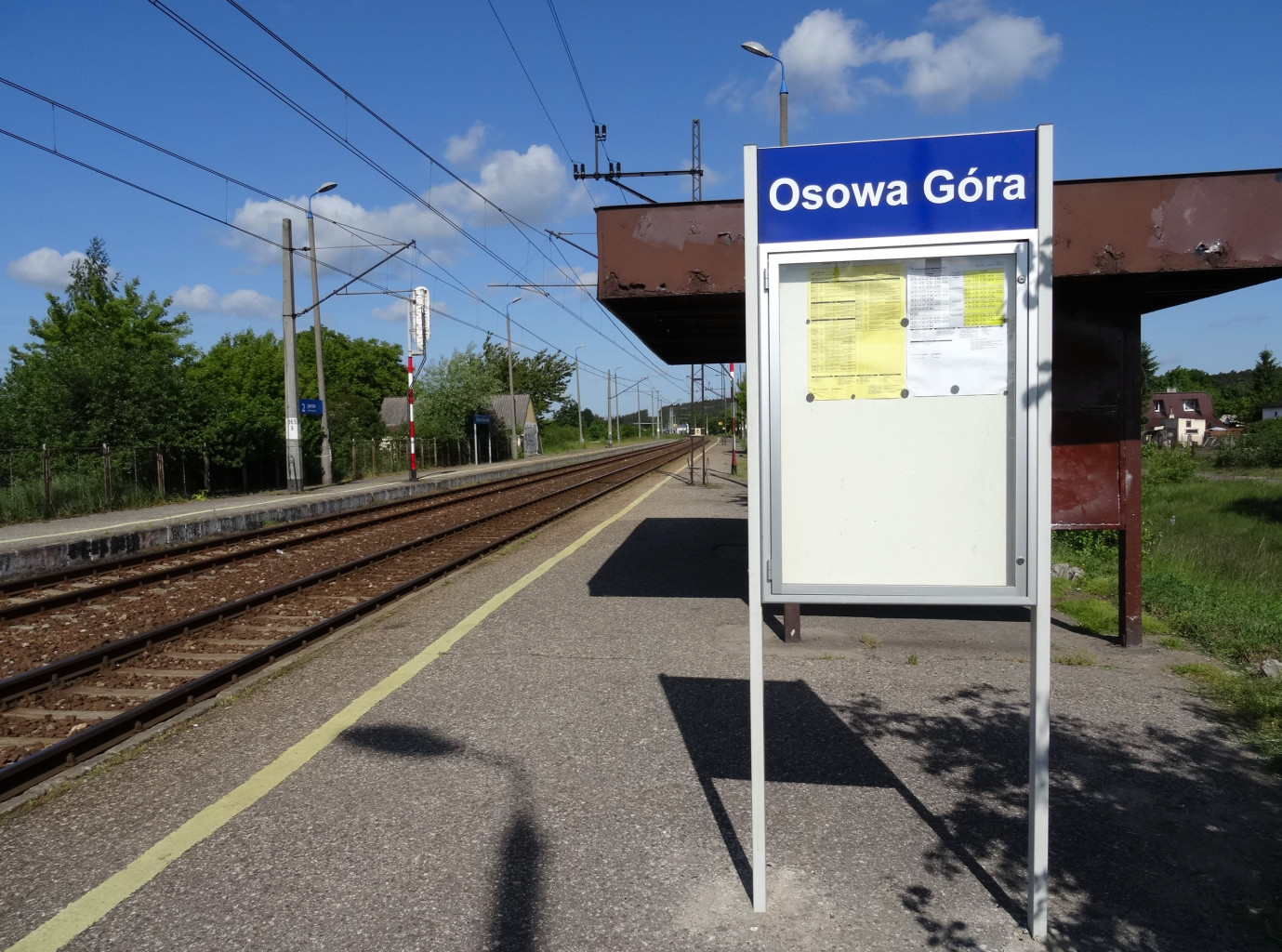
Przystanek kolejowy Bydgoszcz Osowa Góra na linii kolejowej nr 18

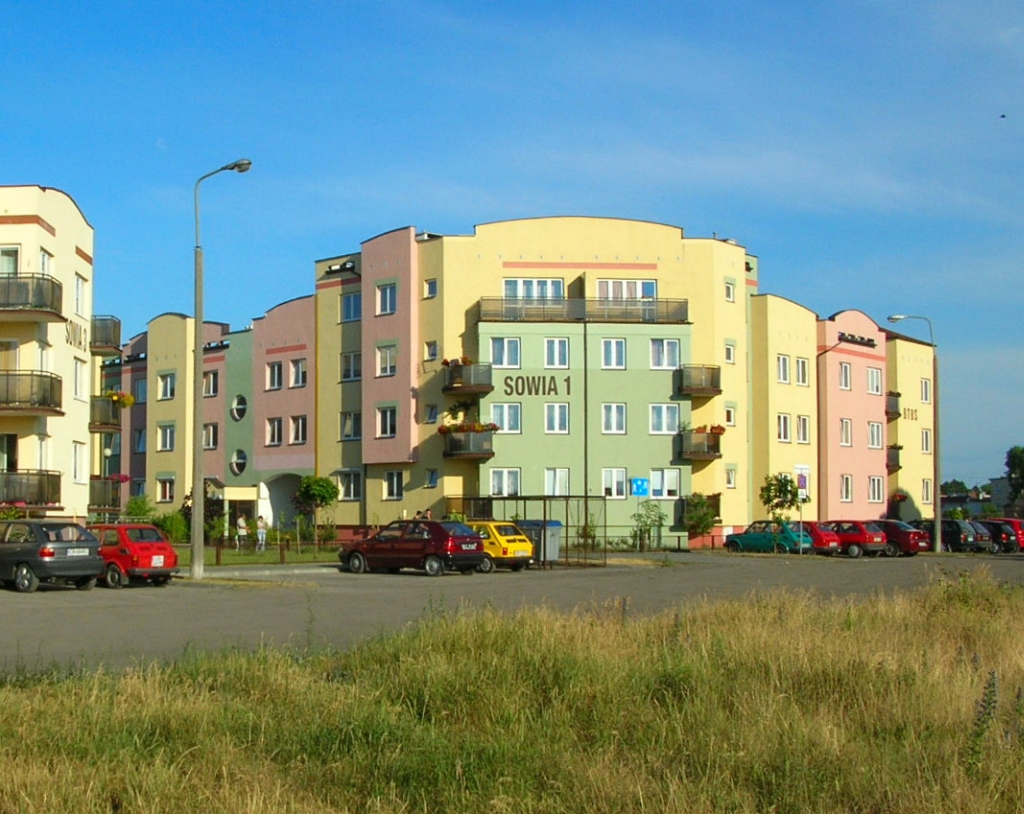
Domy wielorodzinne na dolnym tarasie osiedla

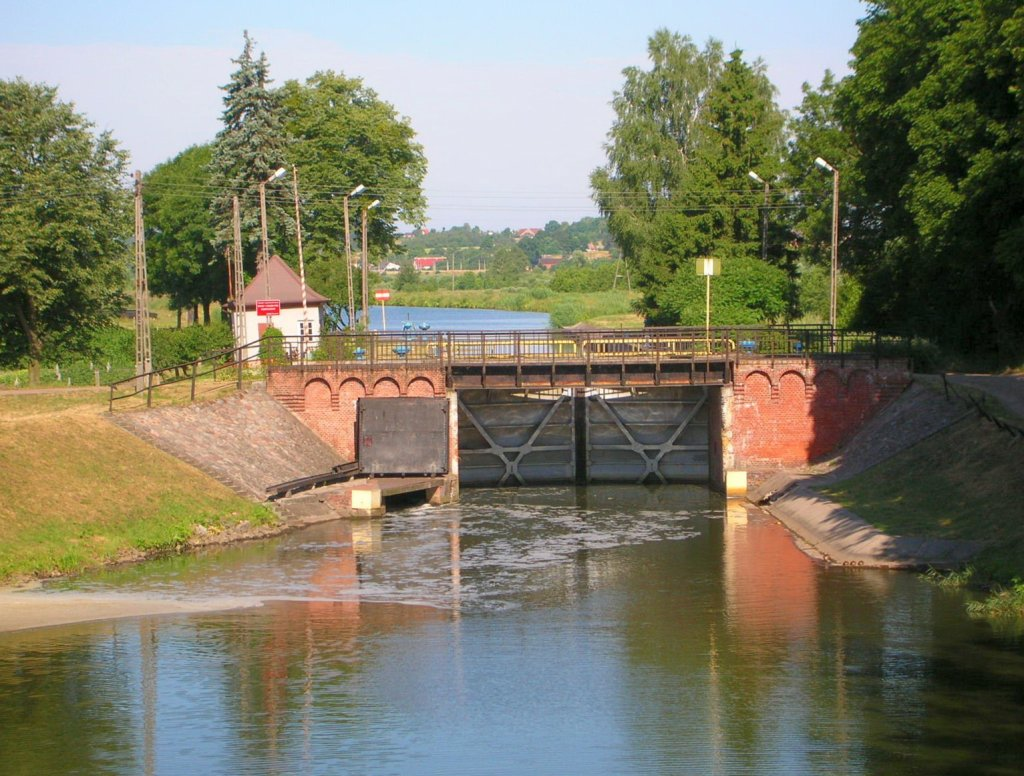
Śluza VI (Osowa Góra) na Kanale Bydgoskim

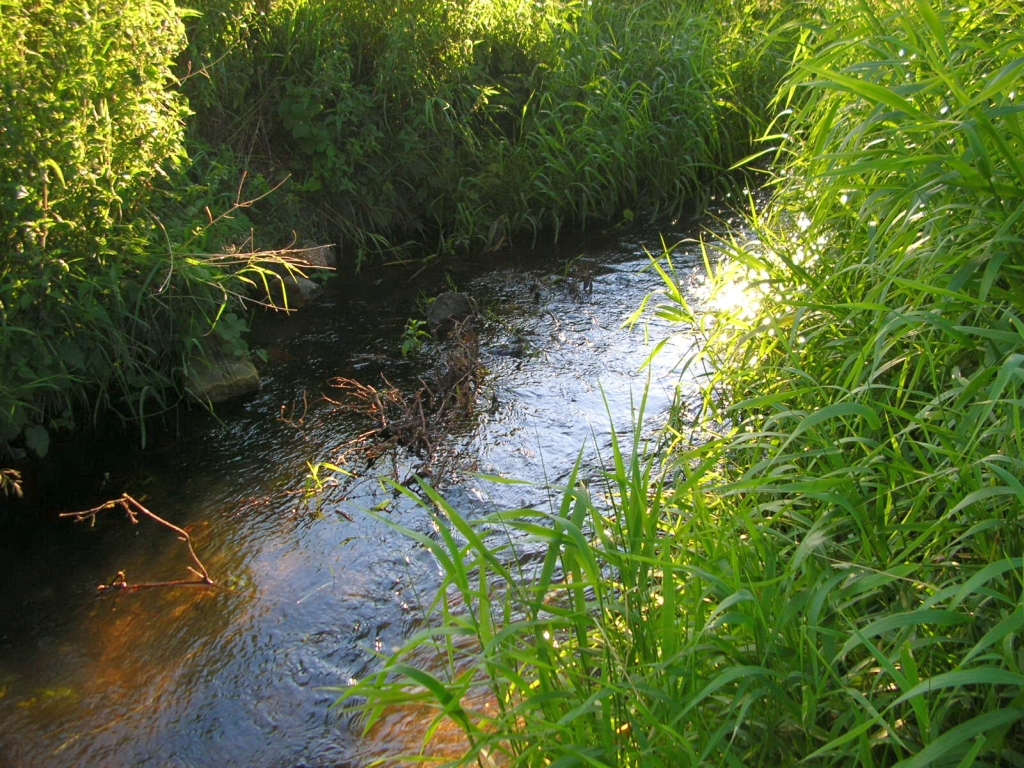
Potok Flis w dzielnicy składowo-przemysłowej Osowej Góry

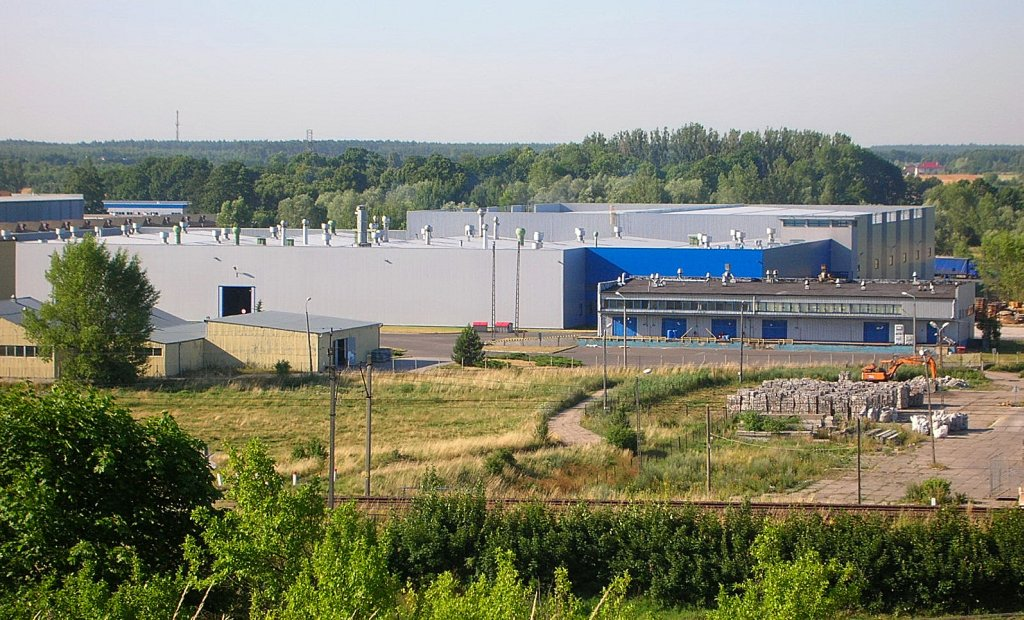
Jedna z fabryk dzielnicy składowo-przemysłowej

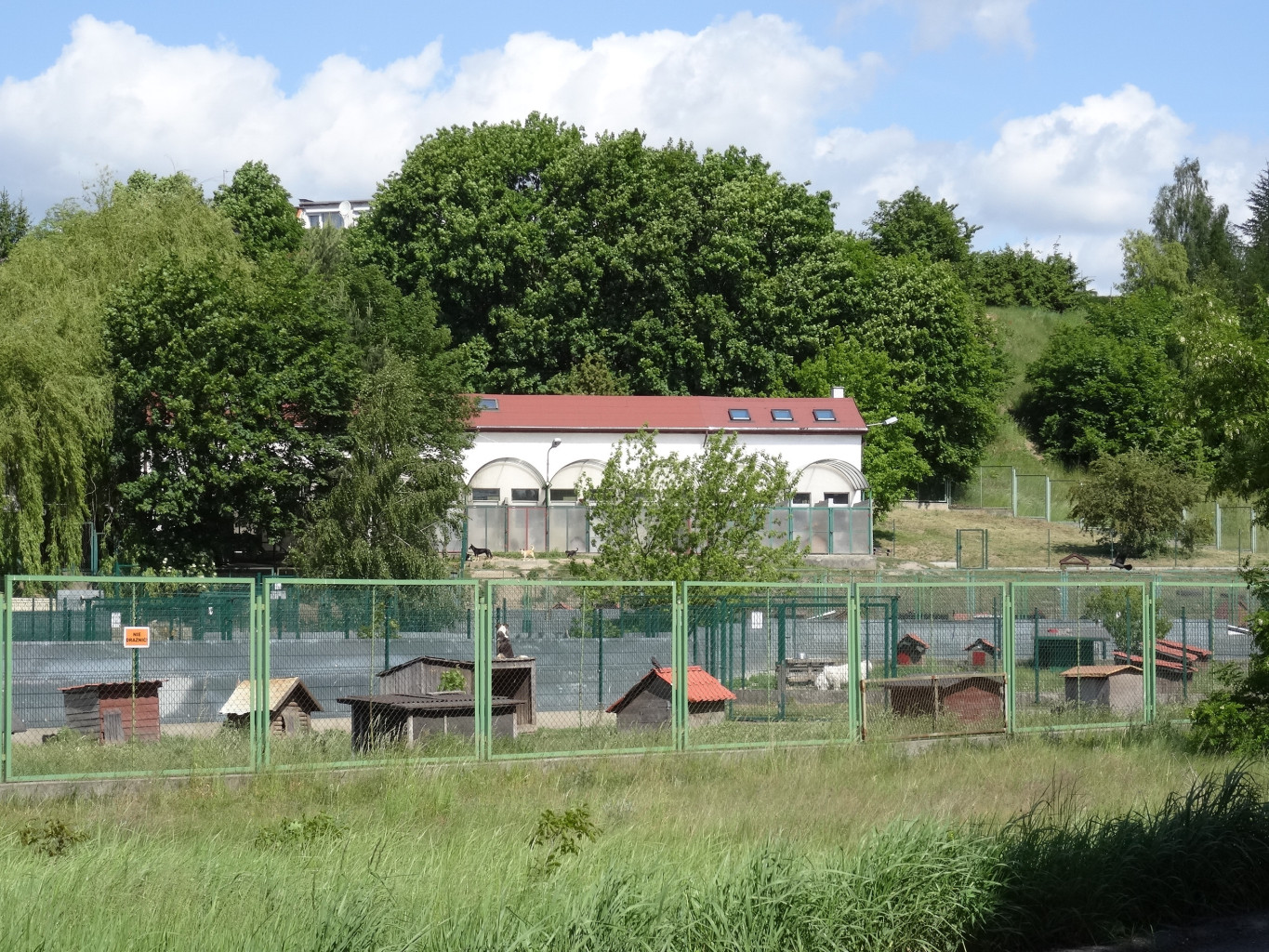
Schronisko dla zwierząt

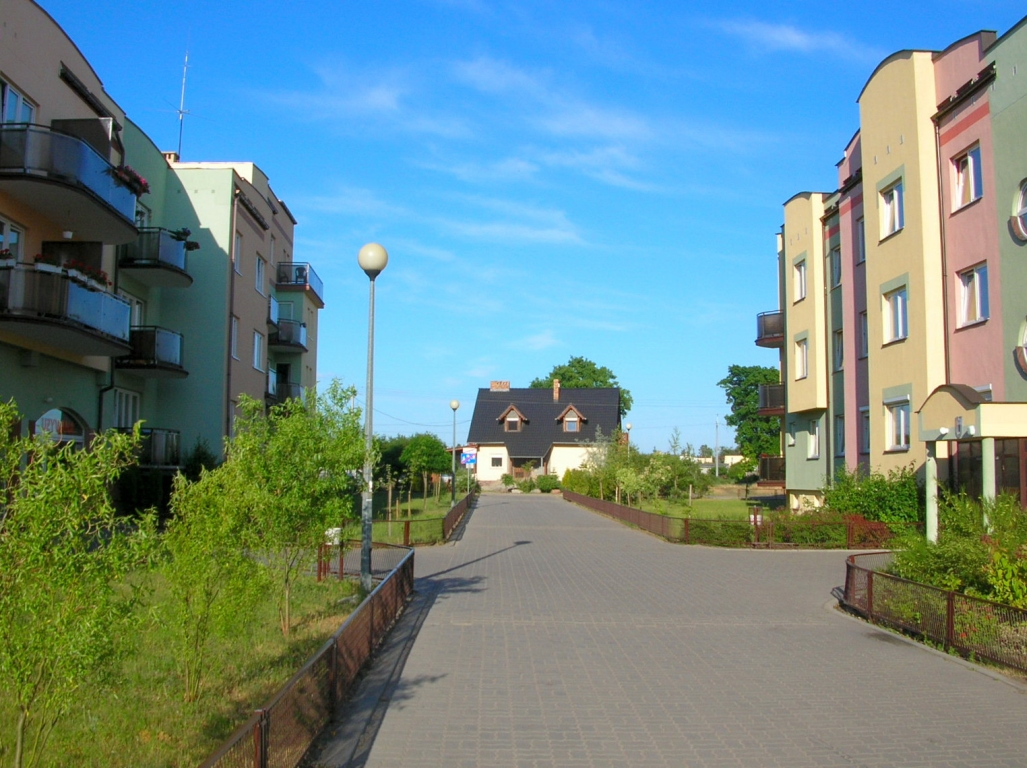
Przejście między blokami na dolnym tarasie osiedla

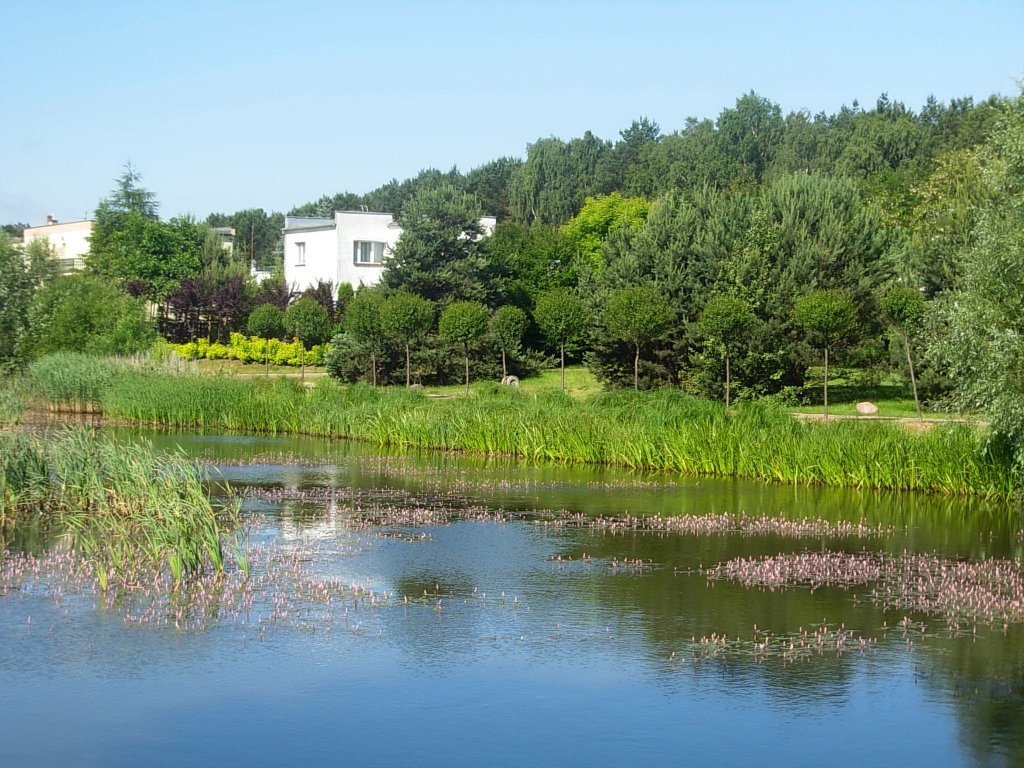
Oczka wodne na Górnym tarasie

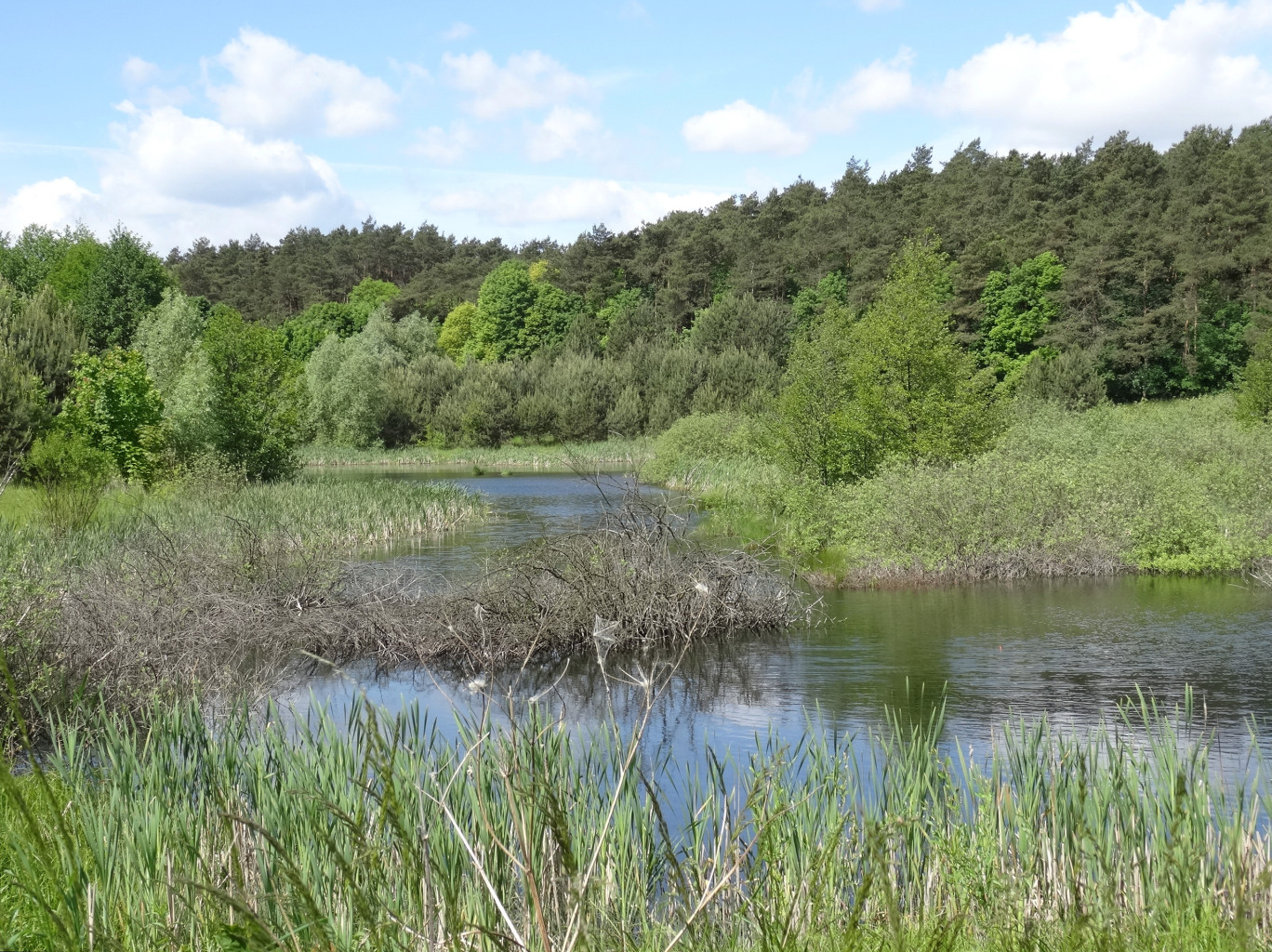
Torfowisko „Zielona Ostoja” – użytek ekologiczny na Osowej Górze

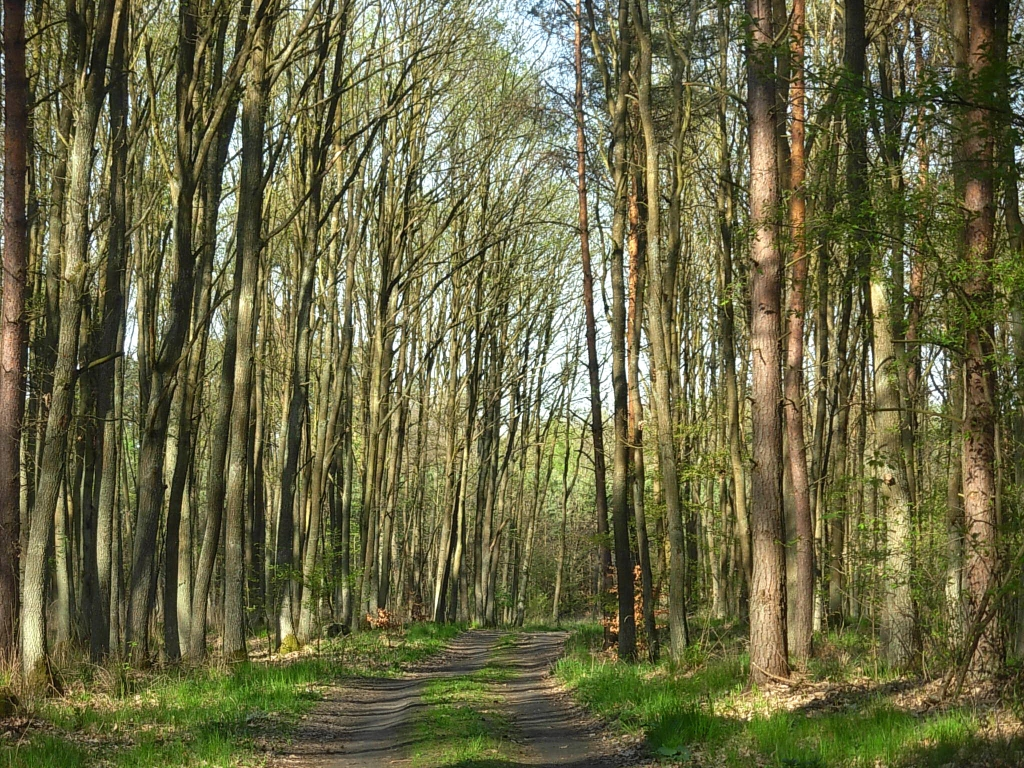
Lasy oddzielające Osową Górę od Czyżkówka

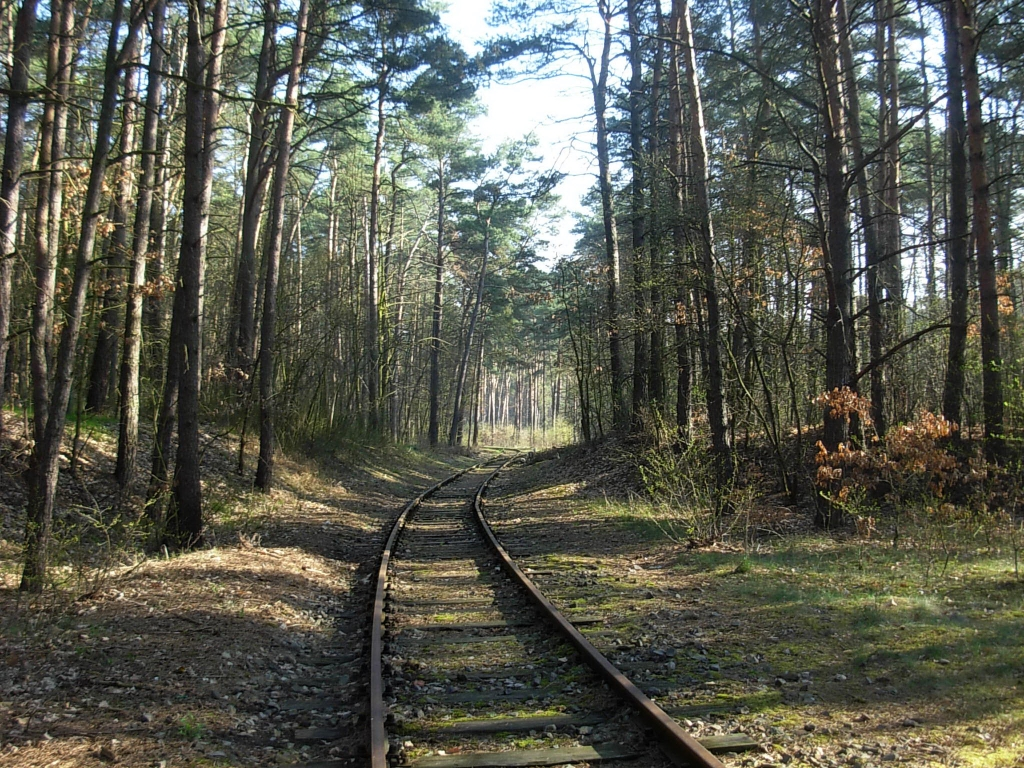
Dawna bocznica kolejowa wiodąca do dawnego Luftamunitionsanstalt 1/II Bromberg (rozebrana w 2013 roku)

Osowa Góra (daw. niem. Hoheneiche, daw. pol. Działy) – jednostka urbanistyczna miasta Bydgoszcz, położona w jego zachodniej części, po północnej stronie Kanału Bydgoskiego, będącego częścią międzynarodowej drogi wodnej E-70. Położona jest na północnym zachodzie zachodniej dzielnicy willowej miasta, na wysokości od ok. 52 do ok. 85 m n.p.m. Do Bydgoszczy została przyłączona 7 grudnia 1959 roku. W planie zagospodarowania przestrzennego miasta z 1999 roku, jednostkę określono jako osiedle.

## Warunki naturalne

### Ukształtowanie powierzchni
Najniżej położonym miejscem Osowej Góry jest brzeg Kanału Bydgoskiego – 52 m n.p.m. Wysokość bezwzględna Dolnego Tarasu dochodzi do 65 m n.p.m., natomiast minimalna wysokość Górnego Tarasu wynosi 70 m n.p.m. Najwyższym punktem topograficznym na osiedlu jest pagórek przy Szkole Podstawowej nr 64 (85 m n.p.m.).

### Ochrona przyrody
Zachodni skrawek Osowej Góry w pobliżu Kanału Bydgoskiego należy do obszarów Natura 2000 pod nazwą: Dolina Środkowej Noteci i Kanału Bydgoskiego (Obszar specjalnej ochrony ptaków) oraz Dolina Noteci (Obszar mający znaczenie dla Wspólnoty). W północno-zachodniej części osiedla na górnym tarasie znajduje się naturalne torfowisko o powierzchni 3,5 ha, chronione od 1997 r. jako użytek ekologiczny Zielona Ostoja.

#### Pomniki przyrody
Na Dolnym Tarasie, wzdłuż Kanału Bydgoskiego, przy śluzie Prądy znajdują się trzy pomnikowe wiązy szypułkowe o obwodach w pierśnicy ok. 350 cm, a w górnej części osiedla, ostatnią pozostałością parku folwarcznego był pomnikowy dąb przy ul. Głębinowej o obwodzie w pierśnicy 522 cm, zniszczony w czasie nawałnicy latem 2017.

### Parki
Na terenie Osowej Góry znajduje się ok. 14,5 ha terenów zieleni urządzonej pod nazwą Park Osowa Góra i ok. 44 ha zieleni nieurządzonej jako lasy iglaste i mieszane. Głównymi obszarami rekreacyjnymi są parki ze zbiornikami wodnymi oraz lasy. Rozwój terenów zieleni zawarty w planach urbanistycznych Bydgoszczy zmierza do powołania parku osiedlowego dla Osowej Góry przy ul. Wielorybiej i Głębinowej wraz z terenem sportu przy ul. Sielawowej.
Na osiedlu znajdują się tereny zieleni parkowej w Bydgoszczy o łącznej powierzchni ok. 14,54 ha, o nazwie Park Osowa Góra.
Park znajduje się na tzw. górnym tarasie osiedla Osowa Góra i składa z siedmiu obszarów zieleni urządzonej:
- łąki zagospodarowanej przy ul. Kormoranów o powierzchni ok. 4,25 ha
- trzech stawów oraz okolicznej zieleni przy ul. Wielorybiej, ul. Kutrowej oraz Szkole Podstawowej nr 64 powierzchni ok. 3,50 ha,
- dwóch stawów i terenów podmokłych przy schronisku dla zwierząt o powierzchni ok. 3,40 ha
- parku z dwoma stawami przy ul. Rekinowej (za kościołem Wniebowstąpienia Pańskiego) o powierzchni 1,98 ha,
- zalesionego zbocza przy ul. Waleniowej pomiędzy lasem, a ul. Świętego Ojca Maksymiliana Marii Kolbego o powierzchni ok. 1,30 ha.
- terenu zieleni z oczkiem wodnym pomiędzy ul. Maksymiliana Kolbego, a ul. Łososiową, o powierzchni ok. 1,20 ha,
- stawu przy ul. Planktonowej o powierzchni 0,26 ha

### Lasy
W skład Osowej Góry wchodzi 3,25 km² lasów, w tym 1,95 km² boru mieszanego świeżego po wschodniej stronie osiedla oraz 1,3 km² boru iglastego świeżego w jego środku. Lasy te mają urozmaiconą rzeźbę terenu (położenie po obu stronach Zbocza Kruszyńskiego), więc są ważnym obszarem rekreacyjnym dla mieszkańców osiedla. W lesie na wschodzie osiedla znaczne straty odnotowano podczas nawałnic w sierpniu 2017 r. Spacerem ok. 2,75 km przez las można dojść do Brdy na osiedlu Czyżkówko, zaś w kierunku zachodnim atrakcyjnym utworem natury jest Zbocze Kruszyńskie. Osiedle od wschodu, zachodu i północy otaczają lasy o charakterze boru świeżego. Miejscami występuje las mieszany i siedliska grądowe. Szczególnie rozległy i urozmaicony teren leśny znajduje się na wschodzie i w obszarze Przedmościa Bydgoskiego, mieszcząc dawne niemieckie schrony oraz zamaskowane obiekty wojskowe. Przez las przebiega zbocze oddzielające Dolinę Sandrową Brdy od Terasy Bydgoskiej, z systemem dolinek denudacyjnych.

### Wody
Na terenie Osowej Góry znajduje się 10 zbiorników wodnych. Są to niewielkie stawy i zagłębienia polodowcowe. Do zbiorników tych zalicza się:
- dwa stawy w leśnej części Parku Osowa Góra,
- dwa stawy przy ul. Rekinowej,
- staw przy Szkole Podstawowej nr 64,
- staw przy ul. Kolbego i pętli autobusowej Rekinowa,
- staw na Flisie przy ul. Kruszyńskiej oraz Mińskiej,
- staw przy ul. Planktonowej,
- dwa zagłębienia polodowcowe przy Schronisku dla Zwierząt, pomiędzy ulicami Grunwaldzką, Przewoźników, a Łowiskową (czasem nie uwzględniane na mapach).

#### Kanał Bydgoski
Największym i najważniejszym ciekiem wodnym na terenie osiedla jest Kanał Bydgoski, zbudowany w latach 1773–1774. Na terenie Osowej Góry mieszczą się śluzy Prądy i Osowa Góra.

##### Śluza Osowa Góra
Śluza Osowa Góra jest śluzą nr 8 Kanału Bydgoskiego, będącego częścią drogi wodnej Wisła-Odra. Śluza znajduje się na zachodnich rubieżach miasta Bydgoszczy, nieopodal drogi krajowej nr 10, na osiedlu Osowa Góra. Wybudowano ją w latach 1773–1774. Jej pierwotna forma była drewniana. W latach 1840–1852 przebudowano ją do masywnej formy murowanej. Wymiary użytkowe komory wynosiły wówczas 44,5 × 9,75 m, światło wrót 5,3 m, a spadek 2,99 m. Obecna śluza została oddana do użytku pod koniec sierpnia 1913 roku, kiedy dokonano przebudowy Kanału Bydgoskiego. W wyniku prowadzonych robót wykonano nowy dwukilometrowy odcinek kanału, zmodernizowano wszystkie śluzy i wybudowano dwie nowe. Oddana do użytku droga wodna umożliwiała spławianie 400-tonowych barek, pływających powszechnie na wodach śródlądowych Europy Zachodniej. W pobliżu śluzy (w km 22,88) funkcjonował „most Owczy” o długości przęsła 18 m i wysokości wody żeglownej 4,31 m. Zburzono go w marcu 1890 r., odbudowano w latach 1895–1896 i przebudowano w 1914 r. W 2005 r. śluzę Osowa Góra wraz z budynkiem towarzyszącym wpisano do rejestru zabytków województwa kujawsko-pomorskiego.

#### Flis
Przez przemysłową część osiedla przepływa Flis, prawy dopływ Brdy, o powierzchni zlewni 88,6 km². Od niego wzięło nazwę osiedle Flisy w Bydgoszczy. Nazwa ta pochodzi od niemieckiego słowa Fließ, oznaczającego strumień. Pierwotna, polska nazwa, która zanikła w XIX wieku to Krępa. W okresie zaboru pruskiego nazwa brzmiała Prondyfließ, od nieistniejącej już osady Prądy-Młyn (Prondy-Mühle).

## Warunki społeczno-ekonomiczne

### Położenie

#### Położenie w Bydgoszczy
Osiedle Osowa Góra jest jednym z dwóch najbardziej na zachód wysuniętych osiedli Bydgoszczy (obok Prądów), oddzielonym od strony centrum miasta pasem boru sosnowego świeżego. Część północna to Górny Taras otoczony lasem i w całości przeznaczony pod zabudowę mieszkaniową. Mieszczą się tu oczka wodne, utworzone w zagłębieniach wytopiskowych, które zaadaptowano w Parku Osowa Góra. Taras dolny w części między Zboczem, a ul. Grunwaldzką oraz na wschód od ul. Podmiejskiej również zajmuje zabudowa mieszkaniowa jednorodzinna i wielorodzinna. Dzielnica składowo-przemysłowa Osowej Góry znajduje się na dolnym tarasie między ul. Grunwaldzką, a Kanałem Bydgoskim oraz ul. Podmiejską na wschodzie, a ul. Miedzianą na zachodzie. Zachodnie rubieże Osowej Góry, które przecina droga krajowa nr 10 zajmują natomiast łąki i torfowiska towarzyszące Kanałowi Bydgoskiemu. Jest to obszar chroniony typu Natura 2000.

#### Granice
Południową granicą osiedla jest w całości Kanał Bydgoski. Na wschodzie jest nią ul. Kruszyńska, ul. Przejście, ul. Grunwaldzka, granica lasu przy ul. Kolbego, Sępiej i Perkozowej i ul. Waleniowa; na północy las przy ul. Wielorybiej, Muszlowej i Okoniowej (część należy do osiedla); a na zachodzie ul. Szuwarowa, Kolbego, Rekinowa, Sumowa, Przewoźników, projektowana ul. Zalew, ul. Czapla, linia kolejowa nr 18 i ul. Przyjazna. Łączna długość granic wynosi ok. 12 km.

#### Sąsiadujące osiedla
Osowa Góra sąsiaduje z osiedlami Flisy (głównie przez las bydgoski), Miedzyń i Prądy (przez Kanał Bydgoski będący południową, a zarazem najdłuższą granicą osiedla) oraz z Czyżkówkiem (przez las bydgoski oraz pośrednio przez las należący do gminy Sicienko). W pobliżu Kanału Bydgoskiego, południowym obrzeżem osiedla przepływa także potok Flis

#### Położenie fizycznogeograficzne
Pod względem fizycznogeograficznym osiedle przedzielone jest granicą makroregionów: Pojezierza Południowopomorskiego i Pradoliny Toruńsko-Eberswaldzkiej i mezoregionów: Doliny Brdy, Pojezierza Krajeńskiego oraz Kotliny Toruńskiej. Należą one do podprowincji Pojezierzy Południowobałtyckich, wchodzącej w skład prowincji Niżu Środkowoeuropejskiego należącego do megaregionu Pozaalpejskiej Europy Środkowej. Granicę Pojezierza Południowopomorskiego i Pradoliny Toruńsko-Eberswaldzkiej stanowi Zbocze Kruszyńskie o wysokości względnej ok. 25 m. Część północna Osowej Góry (tzw. Górny Taras, wys. ok. 78–85 m n.p.m.) należy do mezoregionu Dolina Brdy i mikroregionów: Dolina Sandrowa Brdy i Zbocze Kruszyńskie, zaś niższa część południowa (Dolny Taras, wys. ok. 52–65 m n.p.m.) do mezoregionu Kotlina Toruńska i mikroregionów: Miasto Bydgoszcz i Dolina Kanału Bydgoskiego (zachodnie rubieże w pobliżu obwodnicy Bydgoszczy – drogi krajowej nr 10 i budowanej drogi ekspresowej S5).

#### Położenie administracyjne
W latach 1920–1938 Osowa Góra znajdowała się w województwie poznańskim, w powiecie bydgoskim. W roku 1938 wraz z powiększeniem województwa pomorskiego jego stolicą stała się Bydgoszcz, a Osowa Góra należała do powiatu bydgoskiego będącego jego częścią. W okresie od 1944 do 1975 z powodu zmiany granic oraz podziału administracyjnego Polski, Osowa Góra została włączona do województwa bydgoskiego, do powiatu bydgoskiego, a od 1960 roku z powodu włączenia jej do miasta, także do gminy Bydgoszcz w powiecie bydgoskim. W latach 1975–1998 gmina Bydgoszcz stała się bezpośrednią częścią województwa bydgoskiego. 1 stycznia 1999 roku nazwę województwa zmieniono na kujawsko-pomorskie i utworzono powiat miejski Bydgoszcz.
| Okres       | 1920 – 1938 | 1938 – 1944 | 1944 – 1950 | 1950 – 1956 | 1957 – 1959 | 1960 – 1975 | 1975 – 1998 | od 1999            |
| ----------- | ----------- | ----------- | ----------- | ----------- | ----------- | ----------- | ----------- | ------------------ |
| Województwo | poznańskie  | pomorskie   | bydgoskie   | bydgoskie   | bydgoskie   | bydgoskie   | bydgoskie   | kujawsko-pomorskie |
| Powiat      | bydgoski    | bydgoski    | bydgoski    | bydgoski    | bydgoski    | bydgoski    | – –         | Bydgoszcz          |
| Gmina       | brak danych | brak danych | brak danych | brak danych | brak danych | Bydgoszcz   | Bydgoszcz   | miasto Bydgoszcz   |

## Historia

### Prehistoria
Ślady osadnictwa na terenie Osowej Góry pochodzą z okresu środkowej epoki kamiennej (6 tys. lat p.n.e.), wkrótce po ustąpieniu lodowca. Głównym zajęciem tutejszej ludności było rybołówstwo oraz kopieniactwo. O rybołówstwie świadczą narzędzia kultury maglemoskiej m.in. z wykopalisk koło Lisiego Ogona, które znajdują się w zbiorach Muzeum Okręgowego w Bydgoszczy. Obozowiska zakładano nad brzegami rzek, na terenach podmokłych, co odpowiada warunkom topograficznym Osowej Góry, w tej epoce położonej nad zalaną wodami Pra-Wisły Doliną Kanału Bydgoskiego. Obfitość ryb uzasadniała dominującą rolę rybołówstwa w zaopatrzeniu w żywność ówczesnej ludności, z przewagą nad rolnictwem i myślistwem. Łowiono na ogół z dłubanych czółen za pomocą ości i innych ostrych narzędzi. Najbardziej pospolitą rybą poławianą w wodach śródlądowych był szczupak. W późniejszym okresie o wyżywieniu zaczęło decydować myślistwo, pasterstwo i rolnictwo.

### Średniowiecze
Najstarsze informacje historyczne, uzyskane dzięki badaniom archeologicznym dotyczą grodziska Pawłówek, położonego w sąsiedztwie Osowej Góry. Grodzisko to leży na płaskim wzgórzu w obrębie Zbocza Kruszyńskiego na tzw. „Górze Zamkowej”, ok. 600 m na północ od Kanału Bydgoskiego i 400 m na południe od drogi krajowej nr 80. Obiekt sąsiaduje bezpośrednio od południa z linią kolejową Bydgoszcz-Krzyż, a od zachodu z obwodnicą Bydgoszczy – drogą nr 10 Bydgoszcz-Szczecin. Grodzisko z południowej i zachodniej strony odcięte jest ostro opadającymi stokami, przechodzącymi w poziom dna pradoliny Noteci, natomiast od północy przez sztuczną krawędź, przy której posadowiony był wał obronny. Wymiary majdanu wynoszą 120x80 m, a wysokość grodziska od północy: 6 m. Grodzisko leży na eksponowanym miejscu, skąd rozpościerają się rozległe widoki na pradolinę Toruńsko-Eberswaldzką. Obecnie jest silnie zniwelowane i zniszczone wskutek użytkowania rolniczego oraz budowy w tym miejscu w 1914 r. okopów wojskowych. Drewniano-ziemny gród i zespół osad został zniszczony i opuszczony podczas wojen polsko-pomorskich prowadzonych przez Bolesława Krzywoustego. Uznaje się, że Pawłówek obok Bydgoszczy i Wyszogrodu zaliczał się do głównych grodów warownych na terenie międzyrzecza Brdy i Wisły, strzegących strategicznych przepraw na pograniczu kujawsko-pomorskim. Porzucono go najpóźniej na początku XIII w., skupiając wysiłek na utrzymywaniu dwóch pozostałych grodów (zniszczonych w wyniku wojen dwa wieki później).

### Okres nowożytny przedrozbiorowy
W okresie staropolskim północna część Osowej Góry znajdowała się w obrębie posiadłości cystersów koronowskich, z tym że blisko przebiegała granica z terytorium starościńskim Bydgoszczy (Łochowo) i szlacheckim (Pawłówek, Osówiec). Pozostałości ciągu wałów i znaków granicznych wytyczonych w XV-XVI wieku pozostały do dziś pod nazwą Wałów Kujawskich. Utwory te w postaci wałów i rowów ciągną się na terenie leśnym od zbiegu ul. Kruszyńskiej i Gęsiej aż do ul. Wyrzyskiej na Czyżkówku, a ich druga, mniej wyraźna linia – na północy od ul. Kolbego na Osowej Górze do zbiegu ul. Siedleckiej i Koronowskiej na Czyżkówku. W rejonie ul. Kruszyńskiej, gdzie zbiegały się posiadłości trzech właścicieli, w 1712 r. wójt bydgoski założył wieś Działy (niem. Dzialy). Na jednej włóce i 13 morgach mieszkał tu Michał Zelino. Po III wojnie północnej w 1724 roku osada została zupełnie opuszczona, lecz w 1752 r. wójt wydał ponownie kontrakt osadniczy. Mieszkał tu Jerzy Tern, który obowiązany był płacić podatki: czynsz, hibernę, pogłówne i gajowe w łącznej wysokości 152 złotych. W 1765 roku powstał tu folwark należący do starostwa bydgoskiego, odnotowany jeszcze na mapie z 1857 roku.

### Okres zaborów

#### Okres 1772-1815
W XIX wieku na dolnym tarasie Osowej Góry, przy obecnej ulicy Kruszyńskiej, pomiędzy ulicami Kaczą a Puszczykową, istniał dwór ziemiański Hoheneiche (pol. Wysokie Dęby). Zabudowania tego majątku zbudowane były w stylu dworku szlacheckiego, a należące do niego ziemie leżały na południe od szosy Bydgoszcz – Nakło.
Natomiast powstały na górnym tarasie folwark, którego dziedzicami byli Ossowowie, został nazwany Ossowagóra (niem. Ossowerberg). Siedzibą majątku był dworek modrzewiowy zbudowany prawdopodobnie w 1780 roku. Nazwa majątku Osowagóra utrwaliła się w okresie międzywojennym dla całego obszaru dzisiejszego osiedla, zarówno dolnego, jak i górnego tarasu.

#### Budowa Kanału Bydgoskiego
W latach 1773–1774 wybudowano Kanał Bydgoski, który oddzielił Miedzyń i Prądy na południu, od Czyżkówka i części wsi Działy na północy. W północnych Działach pozostały 34 domy, w których mieszkało 221 osób.
Budowniczy Kanału Franz von Brenkenhoff zdecydował o budowie w jego pobliżu osiedla dla robotników, którzy mieli stanowić zalążek osadnictwa niemieckiego na tych terenach. Powstały trzy kolonie drewnianych baraków, murowanych i szachulcowych domów, w których pod koniec XIX w. mieszkało ok. 700 osób. Były to: kolonia A (na wschód od śluzy Prądy), kolonia B (na zachód od śluzy Osowa Góra) i kolonia C (wieś Występ).
W pobliżu istniały dwie drewniane śluzy, o różnicy poziomów wody 3 m: VII „Prądy” i VIII „Osowa Góra”. Z czasem wody Kanału zarybiono i zbudowano dwa mosty: Most Jazowy (Fangbrücke) w pobliżu skrzyżowania dzisiejszych ulic Mińskiej i Kruszyńskiej oraz Most Owczy (Schafbrücke) Śluzy Osowa Góra (VI).

#### Okres 1815-1875
W 1827 r. wybudowano szosę do Nakła (ul. Grunwaldzką), a w 1851 r. linię kolejową do Piły (Pruską Kolej Wschodnią Berlin-Królewiec).
Spis miejscowości rejencji bydgoskiej z 1833 r. podaje, że we wsi Ossowaberg (pol. Osowagóra) mieszkało 60 osób (11 ewangelików i 49 katolików) w 7 domach (średnio ok. 8,571 osoby mieszkało w jednym domu). Miejscowość należała do parafii katolickiej w Nowej Dąbrówce oraz parafii ewangelickiej w Bydgoszczy. Na Osowej Górze znajdował się również folwark, gdzie w 2 domach mieszkało 12 osób (11 ewangelików i 1 katolik; w jednym domu mieszkało średnio 6 osób). Natomiast folwark Działy zamieszkiwały 62 osoby (54 ewangelików i 8 katolików) w 11 domach (w jednym domu mieszkało średnio ok. 5,636 osoby). W pobliżu Kanału Bydgoskiego istniały kolonie osadnicze A, B i C, które zamieszkiwało łącznie 389 osób (341 ewangelików i 48 katolików) w 61 domach (w jednym domu średnio ok. 6,377 os.). Według opisu Jana Nepomucena Bobrowicza z 1846 r. wieś Osowa Góra należała do majątku Osówiec, którego właścicielem był Piotr Schaal, natomiast folwark Działy należał do rządowej domeny bydgoskiej
|                     | Ossowaberg        | Folwark   | Działy            | Kolonie A, B i C  | Razem             |
| ------------------- | ----------------- | --------- | ----------------- | ----------------- | ----------------- |
| katolicy            | 11 os.            | 1 os.     | 8 os.             | 48 os.            | 58 os.            |
| ewangelicy          | 49 os.            | 11 os.    | 54 os.            | 341 os.           | 455 os.           |
| razem               | 60 os.            | 12 os.    | 62 os.            | 389 os.           | 513 os.           |
| domostwa            | 7                 | 2         | 11                | 61                | 81                |
| gęstość zaludnienia | ok. 8,571 os./dom | 6 os./dom | ok. 5,636 os./dom | ok. 6,377 os./dom | ok. 6,333 os./dom |

Kolejny spis z 1860 r. podaje, że w folwarku Ossowaberg (pol. Osowagóra) mieszkało 113 osób (58 ewangelików i 55 katolików) w 6 domach (średnio w jednym domu ok. 18,833 os.). Właścicielem majątku był Gustav von Oertzen. Dzieci ewangelickie uczęszczały do szkoły w Kruszynie, a dzieci katolickie do szkoły w Dąbrówce Nowej. Z kolei w kolonii A w pobliżu Kanału Bydgoskiego mieszkało 246 osób (224 ewangelików i 22 katolików) w 39 domach (w jednym domu średnio ok. 6,308 os.). W Działach mieszkało 129 osób (127 ewangelików i 2 katolików) w 13 domach (w jednym domu średnio 9,923 os.). Najbliższa szkoła dla dzieci z Działów znajdowała się na Prądach. Zarówno kolonia nad kanałem, jak i Działy należały do parafii katolickiej i ewangelickiej w Bydgoszczy.
| Wyznanie            | Ossowaberg         | Kolonia A         | Działy            | Razem             |
| ------------------- | ------------------ | ----------------- | ----------------- | ----------------- |
| katolickie          | 55 os.             | 22 os.            | 2 os.             | 79 os.            |
| ewangelickie        | 58 os.             | 224 os.           | 127 os.           | 409 os.           |
| razem               | 113 os.            | 246 os.           | 129 os.           | 488 os.           |
| domostwa            | 6                  | 39                | 13                | 58                |
| gęstość zaludnienia | ok. 18,333 os./dom | ok. 6,308 os./dom | ok. 9,923 os./dom | ok. 8,414 os./dom |

#### Okres 1875-1914
W 1884 roku Słownik geograficzny Królestwa Polskiego podaje, że majątek Osowagóra (niem. Ossowaberg) miał 629 ha powierzchni (w tym 430 ha pól uprawnych, 82 ha łąk i pastwisk, 96 ha lasów) i zamieszkiwania była przez 115 osób w 9 domostwach (96 ewangelików i 19 katolików; średnio w jednym domu ok. 12,778 os.). Na terenie majątku istniała cegielnia, chowano konie oraz bydło rasy holenderskiej.
| katolicy | ewangelicy | razem   | liczba mieszkańców domu | powierzchnia | gęstość zaludnienia |
| -------- | ---------- | ------- | ----------------------- | ------------ | ------------------- |
| 19 os.   | 96 os.     | 115 os. | ok. 12,778 os.          | 6,29 km²     | ok. 18,283 os./km²  |

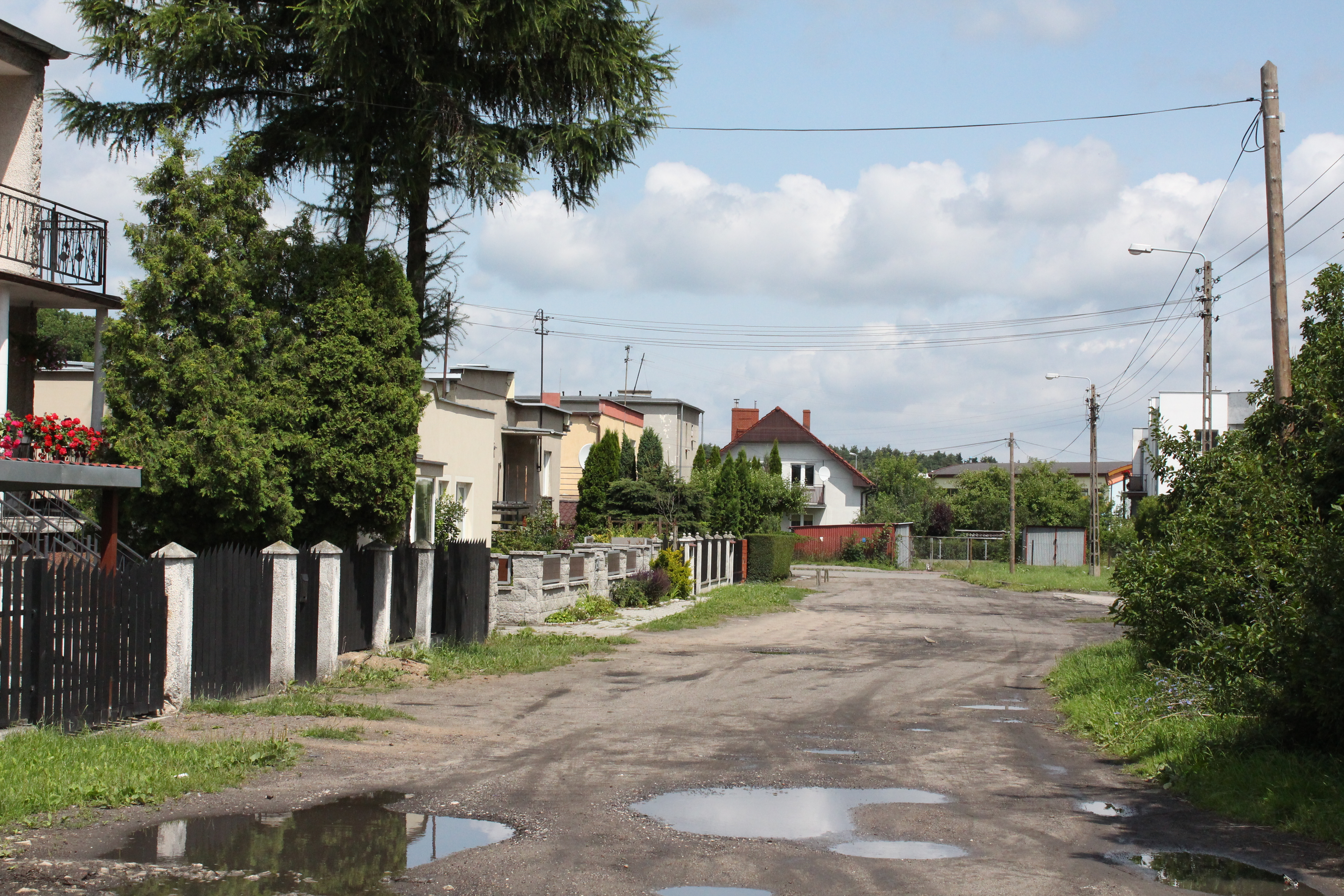
Jedna z ulic Górnego Tarasu osiedla (Mrotecka)

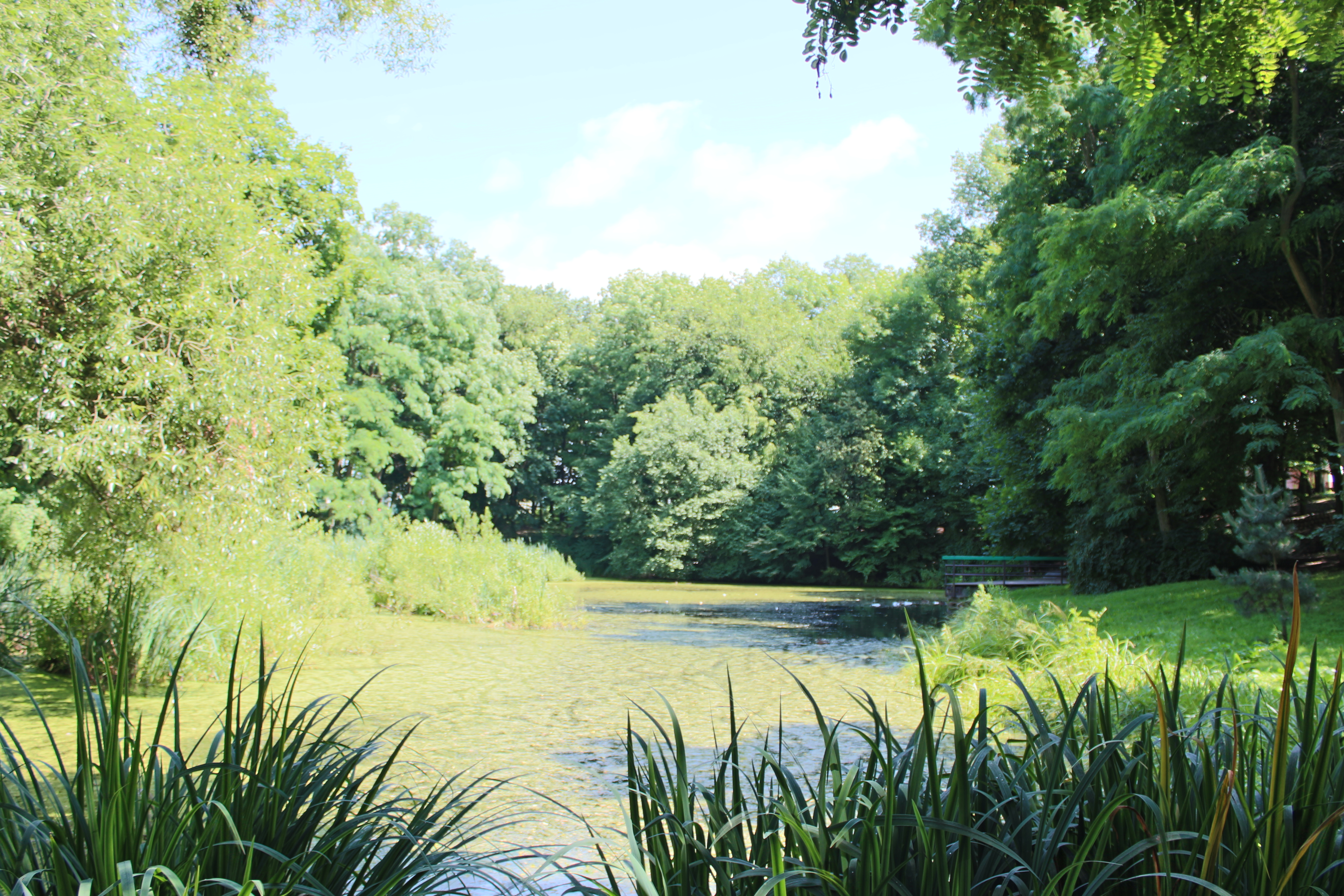
Park Osowa Góra na Górnym Tarasie osiedla

Pod koniec XIX wieku na skutek bankructwa właścicieli majątku Hoheneiche, ziemie zostały podzielone na parcele i sprzedane. Wówczas to powstały trzy określenia: „Resztówka” na Górnym tarasie, „Działy” między Kanałem Bydgoskim, a wzniesieniami na północy i „Abisynia” między dzisiejszą ulica Puszczykową, a lasem na wschodzie. Parcele zostały zakupione i zasiedlone przez Niemców wyznania ewangelickiego. W latach 1911–1912 przy ulicy Kruszyńskiej 52 ze składek ludności niemieckiej zbudowany został trzykondygnacyjny budynek szkolny z czerwonej cegły, który spełniał trzy funkcje: szkoły (dwie sale na parterze), kaplicy ewangelickiej (trzecia sala na parterze z witrażami) oraz salki parafialnej i sali zebrań mieszkańców. Osowogórska parafia ewangelicka obejmowała sąsiednie wsie: Pawłówek, Osówiec i Prądy. W pobliżu szkoły (około 300 m) wykupiono działkę, którą przeznaczono na cmentarz ewangelicki. Znajduje się tam tablica pamiątkowa z inskrypcją: „Miejsce byłego cmentarza ewangelickiego. Ku pamięci spoczywających. Mieszkańcy”. Oddanie tego budynku upamiętniono tablicą pamiątkową, którą umieszczono na frontonie, a którą zdemontowano w 1945 roku. Od lat 60. XX w. funkcjonuje w nim przedszkole (obecnie o nazwie „Sówka”). Budynek został wpisany do Miejskiej Ewidencji Zabytków, jest on jednym z najstarszych obiektów na osiedlu.

### Okres międzywojenny

#### Okres 1920-1939
Gdy w 1920 roku wieś Osowagóra znalazła się w II Rzeczypospolitej, wielu Niemców wyjechało do Republiki Weimarskiej, sprzedając swoje gospodarstwa Polakom. Do bardziej znanych właścicieli w tym okresie należeli m.in. Hieronim Dobrogowski i Cezary Gorzelewski. W okresie międzywojennym w szkole na Osowej Górze pobierały naukę dzieci polskie i rodzin niemieckich, które przyjęły obywatelstwo polskie, a w kaplicy odbywały się nabożeństwa dla katolików (1923–1928).
W lesie położonym na wschód od Osowej Góry jeszcze w okresie zaboru pruskiego znajdowały się składy amunicyjne (Przetwórnia Materiałów Wybuchowych). 26 listopada 1924 roku doszło w niej do eksplozji, w której zginęły 4 osoby.

#### II wojna światowa
W czasie II wojny światowej Niemcy fabrykę amunicji rozbudowali w zakład Luftmunitionanstalt 1/11 Bromberg z częściowo utajnionym programem produkcji. Wytwarzano tu m.in. elementy rakiet V-1 (niemieckich samolotów-pocisków Fieseler-Fi 103). W styczniu 1945 r. wysadziły ją w powietrze wycofujące się oddziały niemieckie, a następnie teren ten użytkowało Wojsko Polskie (JW 1433).
W okresie okupacji hitlerowskiej, w latach 1939–1945, niektóre gospodarstwa Polaków zostały przejęte przez Niemców, a gospodarzy wywieziono do obozów koncentracyjnych lub do Generalnego Gubernatorstwa.

#### Okres 1945-1959
Po wyzwoleniu, w latach 1945–1947 wysiedlono Niemców, zaś majątki ziemiańskie rozparcelowano i przekazano polskim rolnikom, przybyłym głównie z Kresów Wschodnich. Na niektórych działkach budowano sposobem gospodarczym domki jednorodzinne.

#### Osiedle Bydgoszczy (1959-1989)
7 grudnia 1959 r. 512 ha obszaru wsi Osowagóra włączono do Bydgoszczy, na cele mieszkaniowe i składowo-magazynowe. Wśród wytyczonych ulic, jedną nazwano Osowagóra (dziś ul. Św. Maksymiliana Kolbego) jako pamiątkę po nazewnictwie wioski.
W latach 60. na części dolnego tarasu rozpoczęto budowę dzielnicy składowo-przemysłowej, zgodnie z ówcześnie obowiązującą zasadą planistyczną translokowania zakładów przemysłowych z centrum Bydgoszczy do dzielnic i osiedli peryferyjnych. W latach 1965–1969 przeprowadzono uzbrojenie terenu: doprowadzono magistralę wodociągową z ujęcia na Czyżkówku, realizowano sieć kanalizacyjną oraz system bocznic kolejowych. Pierwszymi zakładami zlokalizowanymi w strefie były przeniesione ze Śródmieścia: Centrostal i Zakłady Mleczarskie.
Zabudowa jednorodzinna osiedla datuje się od 1961 r., kiedy bydgoska Miejska Rada Narodowa wyznaczyła na tym terenie działki budowlane pod budownictwo indywidualne, finansowane ze środków własnych ludności. W ślad za tym szły również przedsięwzięcia dotyczące uzbrojenia terenów i budownictwa usługowego, lecz w ograniczonym zakresie, jako że główny front robót dotyczył osiedli budownictwa wielorodzinnego realizowanych na Górnym i Dolnym Tarasie miasta, a następnie w dzielnicy Fordon. Pod koniec lat 60. zniwelowano zabudowania folwarku na dolnym tarasie, a istniejący jeszcze wówczas stawek – zasypano. Jedyna pozostałość po dworku to dwa drzewa i kępa bzów. Na Górnym tarasie wzniesiono natomiast pierwsze osiedle bloków przy ul. Wielorybiej.
W styczniu 1966 r. oddano do użytku Szkołę Podstawową nr 40 przy ul. Puszczykowej 11. Otwarcia dokonał Józef Lewkowski – ówczesny sekretarz bydgoskiego KM PZPR. Szkołę wzniesiono według projektu typowego autorstwa Józefa Pokrzywnickiego z adaptacją Jerzego Michałowskiego, z 10 salami lekcyjnymi, zaś patronem jej ustanowiono Oskara Langego. Placówka należała do 11 oddanych w Bydgoszczy tzw. szkół tysiąclecia, budowanych na obchody Tysiąclecia Państwa Polskiego.
W 1976 r. na ogólnopolskiej konferencji pt. „Zagadnienia rozwoju komunikacji miejskiej na terenie miasta Bydgoszczy” powstały plany połączenia tramwajowego Osowej Góry z centrum miasta. Tory przewidywano wzdłuż ul. Grunwaldzkiej. Plan ten został uznany za nieopłacalny. W tym samym roku oddano do użytku centralę telefoniczną.

#### Od 1989
W latach 90. XX w. zakończono zabudowę dolnego tarasu, intensywnie postępowała wówczas zabudowa na tarasie Górnym: zarówno domy jednorodzinne, jak i bloki wielorodzinne. Rozebrano wówczas modrzewiowy dworek folwarku na górnym tarasie.
Przejęte po wojnie przez Wojsko Polskie tereny niemieckiej bazy amunicyjnej, w niewielkiej części znajdowały się w jego posiadaniu do 2018. W szczytowej fazie działalności obsługująca składy amunicyjne jednostka wojskowa JW 4224 zatrudniała 160 pracowników (w ostatniej fazie przed rozwiązaniem w końcu 2012 już tylko 70) i zajmowała się m.in. przedłużaniem resursów na amunicję i pociski rakietowe. Zasadnicza część dawnego kompleksu (150 ha) została przejęta przez nadleśnictwo w Żołędowie i w latach 2013–2014 kosztem 500 tys. zł oczyszczona z zalegających materiałów wybuchowych (80 tys. pocisków, w tym niemieckich bomb kasetowych SD2 Sprengbombe Dickwandig 2 kg oraz 13 polskich bomb lotniczych wz. 27 – najstarszych bomb produkowanych w Polsce, w wersji ćwiczebnej (wypełniono je smołą)). Ogółem saperzy odkryli i zabezpieczyli ponad 717 tys. przedmiotów niebezpiecznych, w tym m.in. 99 min przeciwpiechotnych i ponad 4 tys. bomb lotniczych. W 2018 ostatni fragment terenu należący do WP (5 ha) przekazano Muzeum Wojsk Lądowych (będącemu od 2011 jego dzierżawcą), które planuje w tym miejscu stworzenie stałej ekspozycji ciężkiego sprzętu wojskowego, budowę magazynów oraz warsztatów remontowych, a także stworzenie toru do prezentacji eksponatów.
Na początku lipca 2018 Komunalne Przedsiębiorstwo Energetyki Cieplnej podpisało umowę na budowę sieci ciepłowniczej przy ulicach Skośnej, Papuziej, Grunwaldzkiej, Filtrowej i Wyrzyskiej z terminem realizacji do października 2018 (koszt: 6,2 mln zł). Docelowo, od 2022 odcinek ten umożliwi połączenie miejskiego systemu ciepłowniczego Bydgoszczy (elektrociepłowni na Jachcicach) z siecią ciepłowni Osowa Góra. Nowe połączenie ciepłowni będzie miało długość około 8,5 kilometra. W przyszłości zostaną do niego podłączone nowe odcinki o łącznej długości ponad 18 km, a także 106 przyłączy i nowoczesnych węzłów ciepłowniczych w budynkach odbiorców. Cała inwestycja pochłonie ponad 73 mln zł.
W l. 2021–2022 kosztem 3,8 mln zł powstała ulica Zalew, stanowiąca alternatywną drogę dojazdową na górny taras osiedla.

### Demografia
Spis miejscowości rejencji bydgoskiej z 1833 r. podaje, że we wsi Ossowaberg mieszkało 60 osób (11 ewangelików, 49 katolików) w 7 domach. Miejscowość należała do parafii katolickiej w Nowej Dąbrówce oraz parafii ewangelickiej w Bydgoszczy. Na Osowej Górze znajdował się również folwark, gdzie w 2 domach mieszkało 12 osób (11 ewangelików, 1 katolik). Natomiast folwark Działy zamieszkiwały 62 osoby (54 ewangelików, 8 katolików) w 11 domach. W pobliżu Kanału Bydgoskiego istniały kolonie osadnicze A, B i C, które zamieszkiwało łącznie 389 osób (341 ewangelików, 48 katolików) w 61 domach. Według opisu Jana Nepomucena Bobrowicza z 1846 r. wieś Osowa Góra należała do majątku Osówiec, którego właścicielem był Piotr Schaal, natomiast folwark Działy należał do rządowej domeny bydgoskiej.
Kolejny spis z 1860 r. podaje, że w folwarku Ossowaberg mieszkało 113 osób (58 ewangelików, 55 katolików) w 6 domach. Właścicielem majątku był Gustav von Oertzen. Dzieci ewangelickie uczęszczały do szkoły w Kruszynie, a dzieci katolickie do szkoły w Dąbrówce Nowej. Z kolei w kolonii A w pobliżu Kanału Bydgoskiego mieszkało 246 osób (224 ewangelików, 22 katolików) w 39 domach. W Działach mieszkało 129 osób (127 ewangelików, 2 katolików) w 13 domach. Najbliższa szkoła dla dzieci z Działów znajdowała się na Prądach. Zarówno kolonia na Kanałem, jak i Działy należały do parafii katolickiej i ewangelickiej w Bydgoszczy.
W 1970 roku Osową Górę zamieszkiwało 2,1 tys. osób, w 1990 r. – 6,6 tys. (+ 4500 os.) W kolejnych latach liczba mieszkańców znacząco rosła: w 1998 r. wynosiła 11,4 tys. osób (+ 4800 os.), w 2007 r. – 13,8 tys. (+ 2200 os.), w 2010 r. – dokładnie 14 tys. (+ 200 os.), a w 2012 – 14 030 osób (+ 30 os.), a w 2014 roku liczba ludności zmalała o 60 – na tym osiedlu mieszkało 13 970 os. (p. tabela, wykres).
| Rok     | Dolny Taras | Górny Taras | Łącznie        | Przyrost ludności | Gęstość zaludnienia |
| ------- | ----------- | ----------- | -------------- | ----------------- | ------------------- |
| 1833 r. | 60 os.      | 12 os.      | 72 os.         | Brak danych       | Brak danych         |
| 1860 r. | 129 os.     | 113 os.     | 242 os.        | 170 os.           | Brak danych         |
| 1970 r. | Brak danych | Brak danych | ok. 2100 os.   | ok. 1858 os.      | 415,85 os./km²      |
| 1990 r. | Brak danych | Brak danych | ok. 6600 os.   | ok. 4500 os.      | 1306,95 os./km²     |
| 1998 r. | Brak danych | Brak danych | ok. 11 400 os. | ok. 4800 os.      | 2257,4 os./km²      |
| 2007 r. | Brak danych | Brak danych | ok. 13 800 os. | ok. 2200 os.      | 2732,65 os./km²     |
| 2010 r. | Brak danych | Brak danych | ok. 14 000 os. | ok. 200 os.       | 2772,3 os./km²      |
| 2012 r. | Brak danych | Brak danych | 14 030 os.     | ok. 30 os.        | 2778,2 os./km²      |
| 2014 r. | Brak danych | Brak danych | 13 970 os.     | ok. 60 os.        | 2766,35 os./km²     |

Zmiany ludności Osowej Góry na przestrzeni lat

## Opieka zdrowotna

### Przychodnie
Na górnym tarasie Osowej Góry, przy ulicy Wielorybiej 106 znajduje się przychodnia ogólna nie świadcząca Nocnej i Świątecznej Opieki Zdrowotnej.
Przy ulicy Sielawowej 4, również na górnym tarasie osiedla mieści się zbudowana w 2017 roku klinika lekarska, w większości przeniesiona z nadal czynnej placówki przy ulicy Mroteckiej 9.
Przy ulicy Kruszyńska 17 znajduje się Centrum Zdrowego Kręgosłupa, który zajmuje się rehabilitacją kręgosłupa i zaburzeń wad postawy.

## Oświata

### Zespół Szkół nr 24
W przemysłowej części osiedla funkcjonuje Zespół Szkół nr 24 im. Mariana Rejewskiego.
W latach 1911–1912 przy ulicy Kruszyńskiej 52 ze składek ludności niemieckiej zbudowany został trzykondygnacyjny budynek szkolny z czerwonej cegły, który spełniał trzy funkcje: szkoły (dwie sale na parterze), kaplicy ewangelickiej (trzecia sala na parterze z witrażami) oraz salki parafialnej i sali zebrań mieszkańców.
W styczniu 1966 r. oddano do użytku Szkołę Podstawową nr 40 przy ul. Puszczykowej 11. Otwarcia dokonał Józef Lewkowski – ówczesny sekretarz KM PZPR. Szkołę wzniesiono według projektu typowego autorstwa Józefa Pokrzywnickiego z adaptacją Jerzego Michałowskiego, z 10 izbami lekcyjnymi, zaś patronem ustanowiono Oskara Langego. Placówka należała do 11 oddanych w Bydgoszczy tzw. szkół tysiąclecia, budowanych na obchody Tysiąclecia Państwa Polskiego.
W pierwszej połowie lat 90. XX w. funkcjonująca od 1911 roku Szkoła Podstawowa nr 40 została przeniesiona ze starego, małego budynku przy ul. Kruszyńskiej 52 do nowego budynku z dużą salą gimnastyczną przy ul. Puszczykowej 11. Zespół Szkół nr 24 im. Mariana Rejewskiego powstał wskutek utworzenia Gimnazjum nr 31 obok Szkoły Podstawowej nr 40 reformy edukacji obowiązującej od 1 września 1999 roku. Dnia 1 września 2011 roku do Zespołu Szkół nr 24 dołączyło XII Liceum Ogólnokształcące, które wcześniej mieściło się na ulicy Kijowskiej. 1 września 2017 roku z powodu reformy edukacyjnej w 2017 roku, Gimnazjum nr 31 zostało zlikwidowane.

### Szkoła Podstawowa nr 64
1 września 1990 roku przy ulicy Sardynkowej 7, w sąsiedztwie Parku Osowa Góra, z powodu dużego przyrostu ludności na Górnym Tarasie osiedla, oddano do użytku Szkołę Podstawową nr 64. W wyniku reformy edukacji dokładnie 9 lat później przy szkole utworzono Gimnazjum nr 32 tworząc Zespół Szkół nr 27. W związku z reformą edukacji, 1 września 2017 roku Gimnazjum nr 32 zostało zlikwidowane, a szkoła nie mogła być już nazywana Zespołem Szkół nr 27, lecz tylko Szkołą Podstawową nr 64. Na terenie szkoły funkcjonuje także sześciotorowy basen „Sardynka” o długości 25 m wraz z pływalnią „Psi myśliwiec”, oddział przedszkolny, sala gimnastyczna, plac zabaw oraz zespół sportowy typu „Orlik 2012” zawierający boiska do piłki nożnej, piłki ręcznej, siatkówki i koszykówki oraz kort tenisowy.

## Administracja

### Rada Osiedla
Organem uchwałodawczym osiedla jest Rada Osiedla Osowa Góra o liczbie radnych 15, gdyż na jego obszarze zamieszkuje do 20 tys. mieszkańców. Jej siedziba znajduje się przy ul. Dolnej Waleniowej 1b, w osadzie Osowa Góra będącej częścią Osówca
Organem wykonawczym w dzielnicy jest zarząd. Na czele zarządu stoi przewodniczący.
W Radzie Osiedla Osowa Góra radni pełnią funkcje społeczne. Został on po raz pierwszy wybrany w roku 2013.

#### Schronisko dla zwierząt
Na zachodnich rubieżach osiedla przy ulicy Grunwaldzkiej 298 znajduje się schronisko dla zwierząt należące do bydgoskiego oddziału OTOZ Animals. W 2020 roku przy schronisku uruchomiono przystanek autobusowy Grunwaldzka – Schronisko.

## Infrastruktura i transport

### Transport drogowy
Przez środek Osowej Góry przechodziła dawniej droga krajowa nr 10, która łączy Warszawę ze Szczecinem. Jednak na początku XXI wieku „dziesiątkę” skierowano na południową obwodnicę Bydgoszczy, a ulicy Grunwaldzkiej nadano status drogi krajowej numer 80. Trasa ta łączy DK10 koło Bydgoszczy z DK10 i A1 koło Torunia. Biegnie równolegle do DK10 po północnej stronie Wisły. Niegdyś był to odcinek DK10, lecz z uwagi na remont mostu na Wiśle w Fordonie i związane z tym ograniczenie jego nośności, DK10 poprowadzono od Lubicza przez obwodnicę Torunia, Solec Kujawski i obwodnicę Bydgoszczy, wyprowadzając tranzyt z centrów Torunia i Bydgoszczy. Na DK 10 została ukończona modernizacja, dzięki której droga stała się obwodnicą Bydgoszczy i Torunia przejmując większość ruchu ciężarowego. Na osiedlu swój bieg rozpoczyna także droga powiatowa nr 1529C w kierunku Mroczy.

### Transport kolejowy
W części przemysłowej osiedla na linii kolejowej nr 18 (Kutno-Piła) jest usytuowany przystanek kolejowy Bydgoszcz Osowa Góra, będący ostatnią stacją na terenie Bydgoszczy przed wyjazdem z miasta na zachód w kierunku Piły. Na stacji zatrzymują się tylko pociągi osobowe (REGIO) do/z Nakła nad Notecią, Wyrzyska i Piły. Przystanek ma 2 perony i 2 tory oraz przejście na poziomie szyn. Znajduje się przy ul. Perliczej.

### Komunikacja miejska

#### Autobusy
Pierwszą linią komunikacji miejskiej, łączącą Osową Górę z pozostałą częścią miasta, powstałą już pod koniec lat 60. XX wieku była linia nr 60. Niecałe dziesięć lat później funkcjonowanie rozpoczęła również linia 60 bis, a w latach 80. uruchomiono – początkowo z Ronda Grunwaldzkiego, a następnie z ulicy Morskiej – linię 71 do ul. Rekinowej. Od 1 maja 2009 na osiedle można było dostać się dwiema dziennymi liniami autobusowymi (71 z pętli autobusowej przy ul. Morskiej lub Dworca Głównego PKP i 77 z węzła Garbary) oraz nocną linią 35N z Placu Kościeleckich. Obie linie dzienne włączono do systemu przesiadkowego A+T (autobus + tramwaj). 16 stycznia 2016 wraz ze zmianami rozkładu jazdy (tzw. „Sieć na pięć”) oddano do użytku przystanek Kolbego-Dzięciołowa, uruchomiono dodatkową linię 61 do pętli Kapuściska, linię 77 wydłużono do ul. Morskiej, a linię 35N skrócono do ul. Rekinowej, zapewniając zarazem całodobową dwukierunkową obsługę osiedla Flisy. Po ukończeniu przebudowy ulicy Grunwaldzkiej na terenie osiedla otwarto przystanek Grunwaldzka – Schronisko. 7 grudnia 2020, wraz z oddaniem do użytku torowiska tramwajowego przy ul. Kujawskiej, linię autobusową nr 61 skrócono do Placu Kościeleckich.
W 2020 powstał buspas na ul. Grunwaldzkiej, a w końcu 2021, z półtorarocznym opóźnieniem, na ul. Kolbego (koszt realizacji: 11 mln zł).

#### Tramwaje
W 1976 r. na ogólnopolskiej konferencji pt. „Zagadnienia rozwoju komunikacji miejskiej na terenie miasta Bydgoszczy” powstały plany połączenia tramwajowego Osowej Góry z centrum miasta. Tory przewidywano wzdłuż ul. Grunwaldzkiej. W tym samym roku plan ten został uznany za nieopłacalny.

### Komunikacja dalekobieżna
Przez osiedle kursują głównie regionalne linie autobusowe 404 do Mroczy ulicą Grunwaldzką i Kolbego, 407 do Mrozowa i Kraczek ulicą Grunwaldzką Sobieszczańskiego oraz linie PKS do Nakła Nad Notecią, Chojnic oraz Piły. Linie ekspresowe (np. KomfortBus do Szczecina) nie zatrzymują się na osiedlu. Do września 2008 PKS Bydgoszcz obsługiwał także linię autobusową 301, którym w różnym okresie można było dojechać do Dworca PKS, na osiedle Bartodzieje, Bydgoszcz Wschód i w ostatnim okresie ponownie na Bartodzieje.

### Kultura

#### Biblioteki
Na górnym tarasie Osowej Góry, przy ul. Wielorybiej 99, znajduje się wyremontowana w latach 2019–2020 filia nr 39 Wojewódzkiej i Miejskiej Biblioteki Publicznej im. dr Witolda Bełzy.

## Religia

### Parafie i kościoły ewangelickie

#### Osowogórska parafia ewangelicka
W latach 1911–1912 przy ulicy Kruszyńskiej 52 ze składek ludności niemieckiej zbudowany został trzykondygnacyjny budynek szkolny z czerwonej cegły, który spełniał trzy funkcje: szkoły (dwie sale na parterze), kaplicy ewangelickiej (trzecia sala na parterze z witrażami) oraz salki parafialnej i sali zebrań mieszkańców. W kaplicy mieściła się siedziba osowogórskiej parafii ewangelickiej obejmującej także sąsiednie wsie (Pawłówek, Osówiec i Prądy).

### Cmentarze ewangelickie

#### Do 1911
Do 1911 obszar Osowej Góry należał do Cmentarza Ewangelickiej Gminy Zjednoczonej przy ul. Jagiellońskiej 31-33. Był to najstarszy cmentarz ewangelicki w Bydgoszczy otwarty w roku 1778, zwany później Staroewangelickim. Zlikwidowano go w latach 1955–1956. W jego miejscu urządzono park Ludowy im. Wincentego Witosa.

#### Osowogórski cmentarz ewangelicki
W pobliżu kościoła przy ul. Kruszyńskiej 52 (około 300 m) wykupiono działkę, którą przeznaczono na cmentarz ewangelicki. Znajduje się tam tablica pamiątkowa z inskrypcją „Miejsce byłego cmentarza ewangelickiego. Ku pamięci spoczywających. Mieszkańcy”. Oddanie tego budynku upamiętniono tablicą pamiątkową, którą umieszczono na frontonie, a którą zdemontowano w 1945 roku. Od lat 60. XX w. funkcjonuje w nim przedszkole (obecnie o nazwie „Sówka”). Budynek został wpisany do Miejskiej Ewidencji Zabytków; jest jednym z najstarszych obiektów na osiedlu.

### Parafie i kościoły katolickie

#### Do 1933
Do roku 1933 cały obszar Osowej Góry należał do parafii św. Jakuba Młodszego Apostoła w Dąbrówce Nowej.
Parafię we wsi erygowano w 1428. W 1590 wzniesiono kościół drewniany (była to już druga świątynia w tym miejscu, gdyż wcześniejsza uległa ruinie). Fundatorem był lokalny dziedzic – Sebastian Rudnicki. W 1729 kolejną świątynię drewnianą ufundował hrabia Wojciech Bniński. Od tego czasu nosi on obecne wezwanie. W ołtarzu wisiał wówczas uznawany za słynący łaskami obraz Matki Boskiej. Świątynia ta spłonęła 24 marca 1883. Obecną wzniesiono w latach 1888–1889. Poświęcił ją ks. prałat Łukowski 23 grudnia 1889. We wrześniu 1939 kościół uległ uszkodzeniom wojennym. Msze odprawiano na plebanii. Odbudowę rozpoczęto w 1947. Poświęcenia odbudowanego kościoła dokonał biskup Lucjan Bernacki w dniu 23 grudnia 1949, a jego konsekracji – biskup Jan Czerniak w dniu 12 sierpnia 1962 (upamiętnia to stosowna tablica w kruchcie).

#### Parafia św. Maksymiliana Kolbego
W 1972 na osiedlu powstała kaplica pw. bł. Maksymiliana Marii Kolbego, jednak już w następnym roku została zamknięta przez władze komunistyczne (proboszcz za próby rozbudowy kaplicy został nawet skazany). Dopiero w 1981 parafia otrzymała pozwolenie na budowę kościoła i tego samego roku kard. Stefan Wyszyński erygował parafię. Konsekracji kościoła w 1982 roku dokonał prymas kard. Józef Glemp.

#### Parafia Wniebowstąpienia Pańskiego
Wychodząc naprzeciw rozrastającemu się osiedlu i rosnącej liczby mieszkańców, 25 grudnia 1998 powstał ośrodek duszpasterski, kiedy to w pasterkę odbyła się pierwsza Msza św. w tymczasowej kaplicy poświęconej przez biskupa Stanisława Gądeckiego. Parafia Wniebowstąpienia Pańskiego została erygowana przez arcybiskupa Henryka Muszyńskiego 25 marca 1999 w Uroczystość Zwiastowania Pańskiego. Powstała w wyniku podzielenia parafii św. Maksymiliana Kolbego. Nowa parafia obejmowała tzw. górny taras osiedla Osowa Góra. Przed pierwszym proboszczem Andrzejem Dawidkiem postawiono cel zbudowania kościoła, który powstał w 2010 roku na skrzyżowaniu ulic św. Maksymiliana Kolbego i Rekinowej.

### Cmentarze katolickie

#### Do 1935
Do roku 1933 mieszkańców Osowej Góry chowano na cmentarzu św. Jakuba Mniejszego Apostoła w Dąbrówce Nowej.

#### Lata 1935–1987
W 1935 roku, na skrzyżowaniu ulic Chojnickiej oraz Podniebnej, powstał cmentarz katolicki św. Antoniego z Padwy. W 1996 roku na cmentarzu, na powierzchni ok. 2 ha, pochowane było ok. 7500 osób.

#### Cmentarz św. Maksymiliana Kolbego
Powstanie cmentarza wiąże się z erygowaniem w 1981 r. parafii św. Maksymiliana Kolbego na Osowej Górze. Ks. proboszcz Kazimierz Kamiński w 1985 r. wybrał lokalizację dla cmentarza parafialnego na terenie położonym w gminie Sicienko, tuż za granicą administracyjną Bydgoszczy. 15 listopada 1987 r. poświęcono krzyż na cmentarzu i rozpoczęto pochówki, a w 1990 r. wzniesiono dom przedpogrzebowy (kostnicę).
W marcu 2004 r. północną część cmentarza wydzielono dla potrzeb drugiej parafii katolickiej na Osowej Górze pw. Wniebowstąpienia Pańskiego.

#### Cmentarz Wniebowstąpienia Pańskiego
Cmentarz znajduje się ok. 1,3 km na zachód od granic administracyjnych Bydgoszczy, w miejscowości Osówiec, w gminie Sicienko. Powstanie cmentarza wiąże się z wydzieleniem w marcu 2004 r. północnej części cmentarza z parafii św. Maksymiliana Kolbego. Cmentarz ma powierzchnię ok. 5 ha.

## Rozrywka, rekreacja i turystyka

### Obiekty rozrywkowe
W 2020 r. na terenie osiedla znajdowały się następujące obiekty sportowe i rekreacyjne:
- zespół typu Orlik 2012 (w tym kort tenisowy) – ul. Sardynkowa 7
- basen „Sardynka” – ul. Sardynkowa 7
- siłownia na powietrzu – ul. Linowa
- place zabaw
- orliki – ul. Kormoranów, Wielorybia

W początku 2021 w północnej części Parku Osowa Góra przy ul. Wielorybiej powstała minitężnia solankowa – obiekt z drewna sosnowego długości około 12 m i wysokości niemal 4 metrów, oddany do użytku w maju 2021.
Na osiedlu jest ścieżka rowerowa biegnącą wzdłuż ul. Rekinowej. Studium transportowe Bydgoszczy przewiduje realizację m.in. dróg rowerowych wzdłuż ulicy Grunwaldzkiej, Kolbego, Skośnej/ Podmiejskiej, Kanału Bydgoskiego oraz przez las do Czyżkówka.

### Szlaki turystyczne
Przez Osową Górę prowadzi  szlak turystyczny pieszy im. Leona Wyczółkowskiego do Pruszcza przez Janowo, Gościeradz, Samociążek, Nowy Jasiniec i Sokole-Kuźnica o długości ok. 68 km. Szlak łączy Bydgoszcz z północnymi okolicami Jeziora Koronowskiego prowadząc wzdłuż wschodniego brzegu Brdy przez miejsca związane z patronem szlaku Leonem Wyczółkowskim, który w ostatnich latach życia mieszkał w Gościeradzu.
Nowszym szlakiem turystycznym rozpoczynającym się na Osowej Górze jest  szlak turystyczny pieszy Pól Malowanych do Wierzchucinka przez Osówiec, Mochle, Chmielewo i Trzemiętówko długi na ok. 15,5 km. Szlak prowadzi przez typowe, urokliwe wiejskie ścieżki i dróżki polne.
Oba szlaki rozpoczynają się przy pętli autobusowej Rekinowa.

### Ścieżki rowerowe
Pierwszymi ścieżkami rowerowymi na osiedlu były ścieżka wzdłuż ul. Rekinowej oraz przez Osówiec do Wojnowa. W 2019 roku do użytku oddano ścieżkę rowerową do centrum miasta, wzdłuż ul. Grunwaldzkiej. Obecnie w budowie jest ścieżka wzdłuż ul. Kolbego na odcinku Grunwaldzka – kormoranów. Według Studium Zagospodarowania Przestrzennego Miasta Bydgoszczy, planuje się wybudowanie ścieżki rowerowej wzdłuż ul. Kolbego od Kormoranów do pętli autobusowej, wzdłuż projektowanej ul. Zalew, łączącą ul. Rekinową ze skrzyżowaniem ul. Grunwaldzkiej z Czaplą oraz przez ul. Skośną i Podmiejską na Flisy, a w dalszej perspektywie do ul. Nakielskiej.